# 夏目漱石
夏目 漱石（なつめ そうせき、1867年2月9日〈慶応3年1月5日〉 - 1916年〈大正5年〉12月9日）は、日本の小説家、英文学者。武蔵国江戸牛込馬場下横町（現：東京都新宿区喜久井町）出身。本名は夏目 金之助（）。俳号は愚陀仏。
明治末期から大正初期にかけて活躍し、今日に通用する言文一致の現代書き言葉を作った近代日本文学の文豪のうちの一人。代表作は、『吾輩は猫である』『坊っちゃん』『三四郎』『それから』『こゝろ』『明暗』など。明治の文豪として日本の千円紙幣の肖像にもなった。講演録に「私の個人主義」がある。漱石の私邸に門下生が集まった会は木曜会と呼ばれた。
大学時代に正岡子規と出会い、俳句を学んだ。帝国大学（のちの東京帝国大学、現在の東京大学）英文科卒業後、松山で愛媛県尋常中学校教師、熊本で第五高等学校教授などを務めたあと、イギリスへ留学。大ロンドンのカムデン区、ランベス区などに居住した。帰国後は東京帝国大学講師として英文学を講じ、講義録には『文学論』がある。南満洲鉄道株式会社（満鉄）総裁、鉄道院総裁、東京市長、貴族院議員などを歴任した官僚出身の政治家中村是公の親友としても知られる。

## 生涯

### 生い立ち

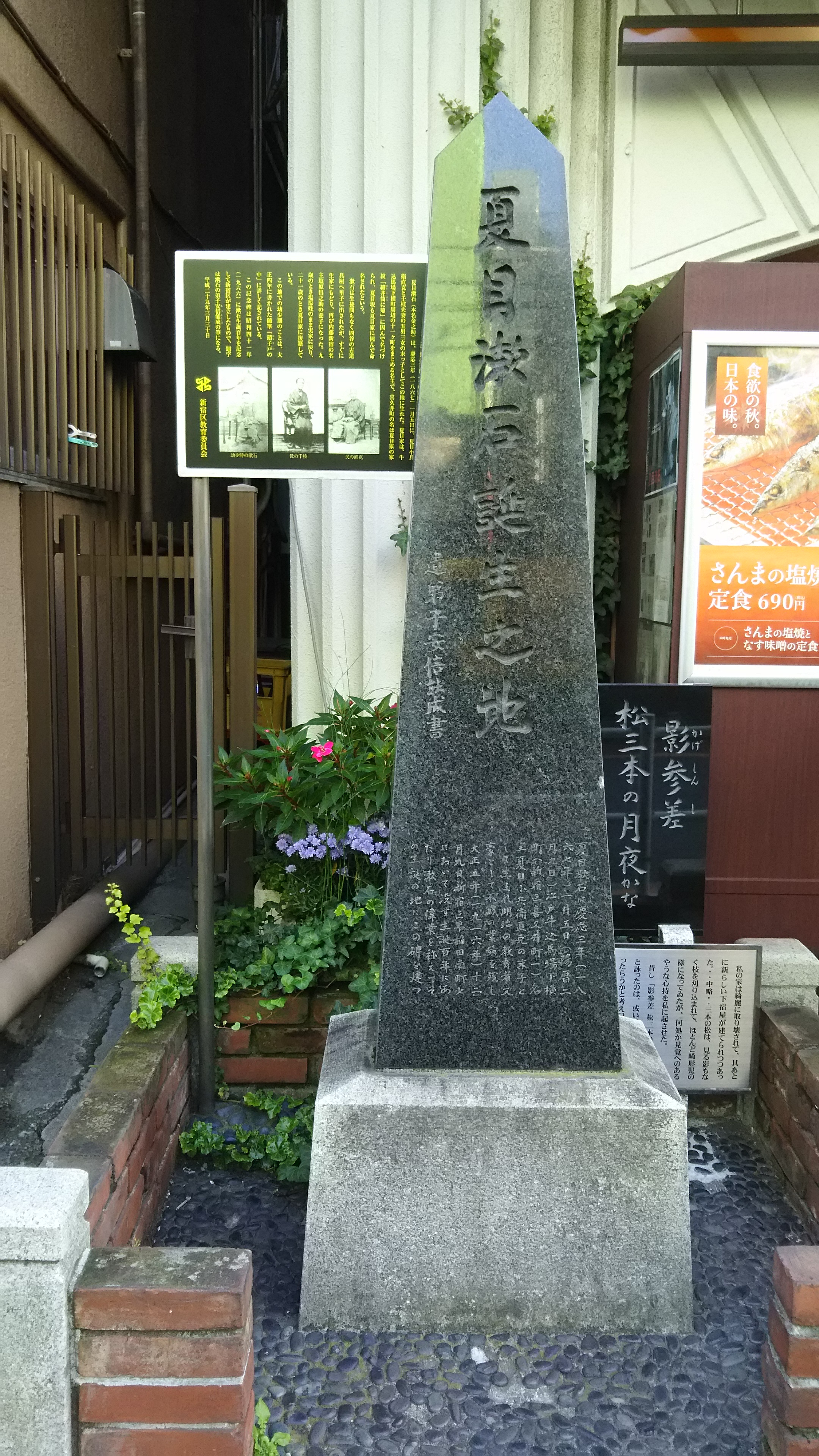
夏目漱石誕生之地碑

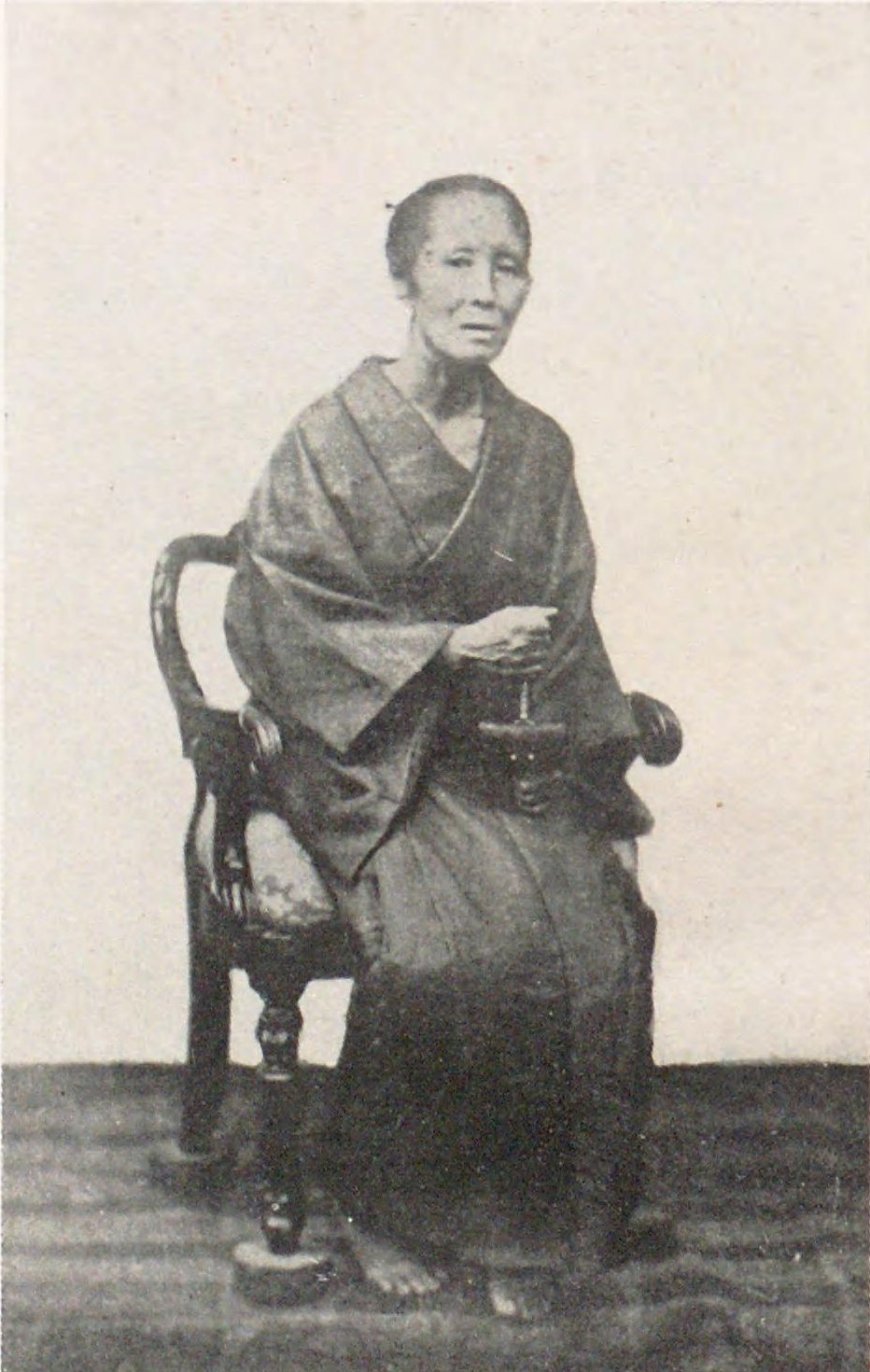
夏目漱石の母・千枝

夏目金之助は、1867年2月9日（慶応3年1月5日）に江戸の牛込馬場下（現在の東京都新宿区喜久井町）にて、名主の夏目小兵衛直克・千枝夫妻の末子（五男）として出生した。父の直克は江戸の牛込から高田馬場までの一帯を治めていた名主で、公務を取り扱い、大抵の民事訴訟もその玄関先で裁くほどで、かなりの権力を持ち、生活も豊かだった。ただし、母の千枝は子沢山の上に高齢で出産したことから「面目ない」と恥じたといわれている。
名の「金之助」は、生まれた日が庚申の日に当たり、この日に生まれた赤子は大泥棒になるという迷信があったことから厄除けの意味で「金」の字が入れられたものである。また、3歳頃には疱瘡（天然痘）に罹患し、このときできた痘痕は目立つほどに残ることとなった。
金之助の祖父・夏目直基は道楽者で浪費癖があり、死ぬ時も酒の上で頓死したと言われるほどの人であったため、夏目家の財産は直基一代で傾いてしまった。しかし父・直克の努力の結果、夏目家は相当の財産を得ることができた。とはいえ、当時は明治維新後の混乱期であり、夏目家は名主として没落しつつあったのか、金之助は生後すぐに四谷の古道具屋（一説には八百屋）に里子に出された。夜中まで品物の隣に並んで寝ているのを見た姉が不憫に思い、実家へ連れ戻したと伝わる。

### 幼少期

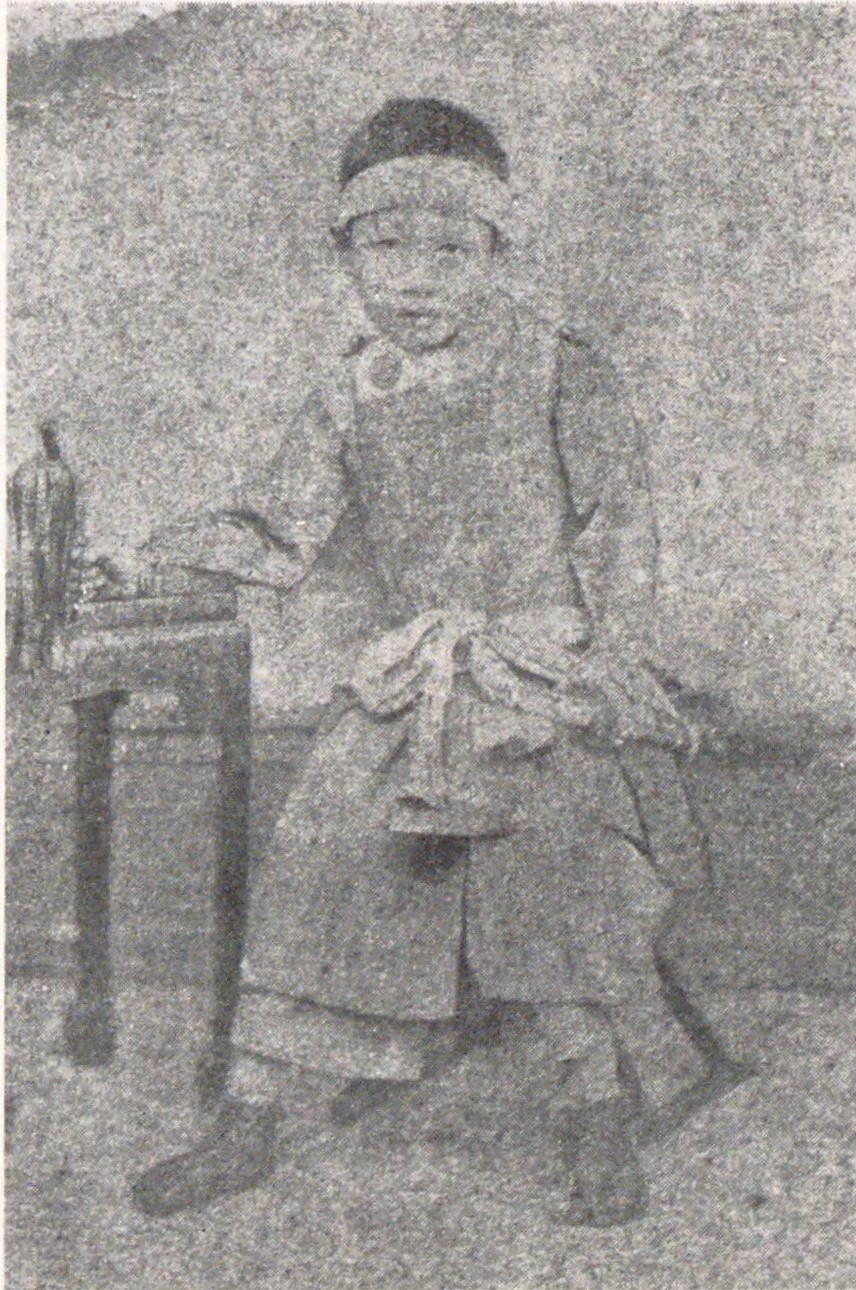
5、6歳頃の金之助

金之助はその後、1868年（明治元年）11月、塩原昌之助のところへ養子に出された。塩原は直克に書生同様にして仕えた男であったが、見どころがあるように思えたので、直克は同じ奉公人の「やす」という女と結婚させ、新宿の名主の株を買ってやった。しかし、昌之助の女性問題が発覚するなど塩原家は家庭不和になり、金之助は7歳の時、養母とともに一時生家に戻った。一時期、漱石は実父母のことを祖父母と思い込んでいたという。
養父母の離婚により金之助は9歳のとき生家に戻るが、実父と養父の対立により21歳まで夏目家への復籍が遅れた。このように、漱石の幼少期は波乱に満ちていた。この養父には、漱石が朝日新聞社に入社してから、金の無心をされるなど実父が死ぬまで関係が続いた。養父母との関係は、後の自伝的小説『道草』の題材にもなっている。
1874年（明治7年）、浅草寿町戸田学校下等小学第八級に入学後、金之助は市ヶ谷学校を経て錦華小学校へと転校を繰り返したが、錦華小学校へ移った理由は東京府第一中学への入学が目的であったともされている。

### 少年時代
12歳の時、東京府第一中学正則科（府立一中、現在の都立日比谷高校） に入学した。この当時の第一中学には正則科と変則科があり、正則科では大学予備門（のちの旧制第一高等学校）受験に必須であった英語の授業が行われていなかったこと、また漢学・文学を志すため、２年ほどの在籍で1881年（明治14年）に中退し、漢学私塾二松學舍（現在の二松學舍大学）に入学した。ただし、長兄・夏目大助に咎められるのを嫌い、中退後も弁当を持って一中に通うふりをしていた。なお、中学中退の直前には実母の千枝が死去しており、そのショックと二松學舎への入学とは漱石の内面でかなり深くつながっていたのではないかと指摘されている。
しかし、長兄・大助が文学を志すことに反対したためもあり、二松學舎も一年で中退した。大助は病気で大学南校を中退し、警視庁で翻訳係をしていたが、出来のよかった末弟の金之助を見込み、大学を出させて立身出世をさせることで、夏目家再興の願いを果たそうとしていた。
2年後の1883年（明治16年）、金之助は英語を学ぶため、神田駿河台の英学塾成立学舎 に入学し、頭角を現した。

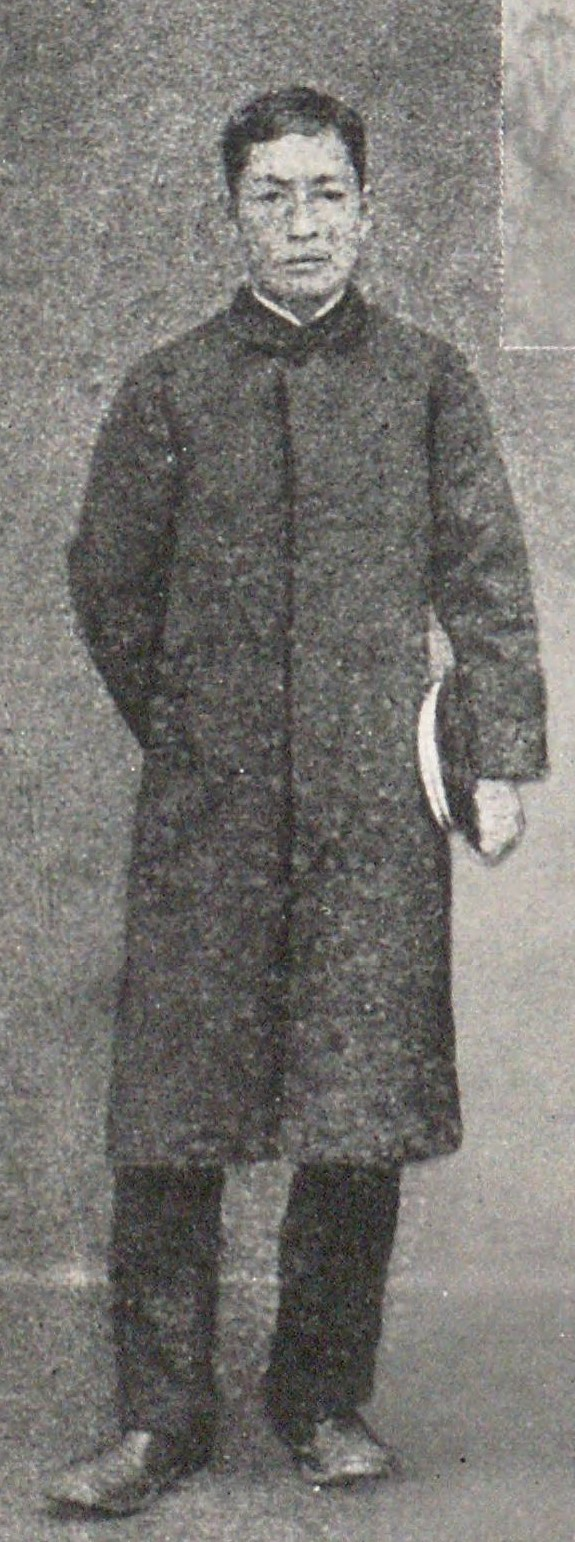
大学予備門時代の漱石

1884年（明治17年）、無事に大学予備門予科に入学した。大学予備門受験当日、隣席の友人に答えをそっと教えてもらっていたことも幸いした。その友人は不合格であった。大学予備門時代の下宿仲間には、後に満鉄総裁となる中村是公がいる。予備門時代の金之助は「成立学舎」の出身者らを中心に、中村是公、太田達人、佐藤友熊、橋本左五郎、中川小十郎らとともに「十人会」を組織している。
1886年（明治19年）、大学予備門は第一高等中学校に改称された。その年、金之助は虫垂炎を患い、予科二級の進級試験が受けられず是公とともに落第した。その後、江東義塾などの私立学校で教師をするなどして自活した。以後、学業に励み、ほとんどの教科において首席であった。特に英語が頭抜けて優れていた。

### 正岡子規との出会い

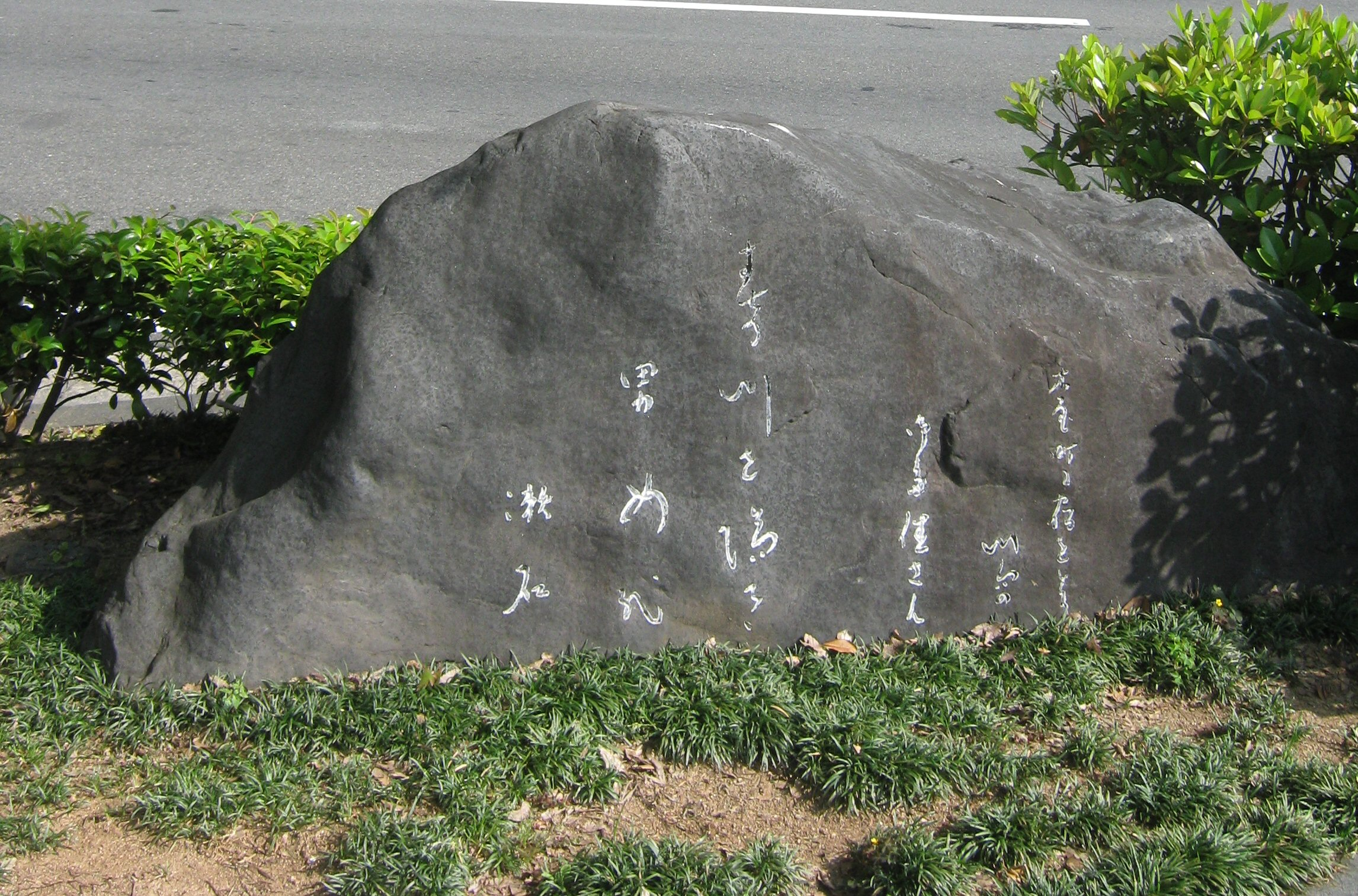
夏目漱石句碑「木屋町に宿をとりて川向の御多佳さんに 春の川を 隔てて 男女哉」（京都市中京区御池通木屋町東入ル）。

1889年（明治22年）、金之助は同窓生として漱石に多大な文学的・人間的影響を与えることになる俳人・正岡子規と出会った。子規が手がけた漢詩や俳句などの文集『七草集』が学友らの間で回覧された時、金之助がその批評を巻末に漢文で書いたことから、本格的な友情が始まった。この時に初めて漱石という号を使った。漱石の名は、唐代の『晋書』にある故事「漱石枕流」（石に漱〔くちすす〕ぎ流れに枕す）から取ったもので、負け惜しみの強いこと、変わり者の例えである。「漱石」は子規の数多いペンネームのうちの一つであったが、後に漱石は子規からこれを譲り受けている。
同年9月、房州（房総半島）を旅した時の模様を漢文でしたためた紀行『木屑録』の批評を子規に求めるなど、徐々に交流が深まっていった。漱石の優れた漢文、漢詩を見て子規は驚いたという。以後、子規との交流は、漱石がイギリス留学中の1902年（明治35年）に子規が没するまで続いた。

### 帝国大学に入学

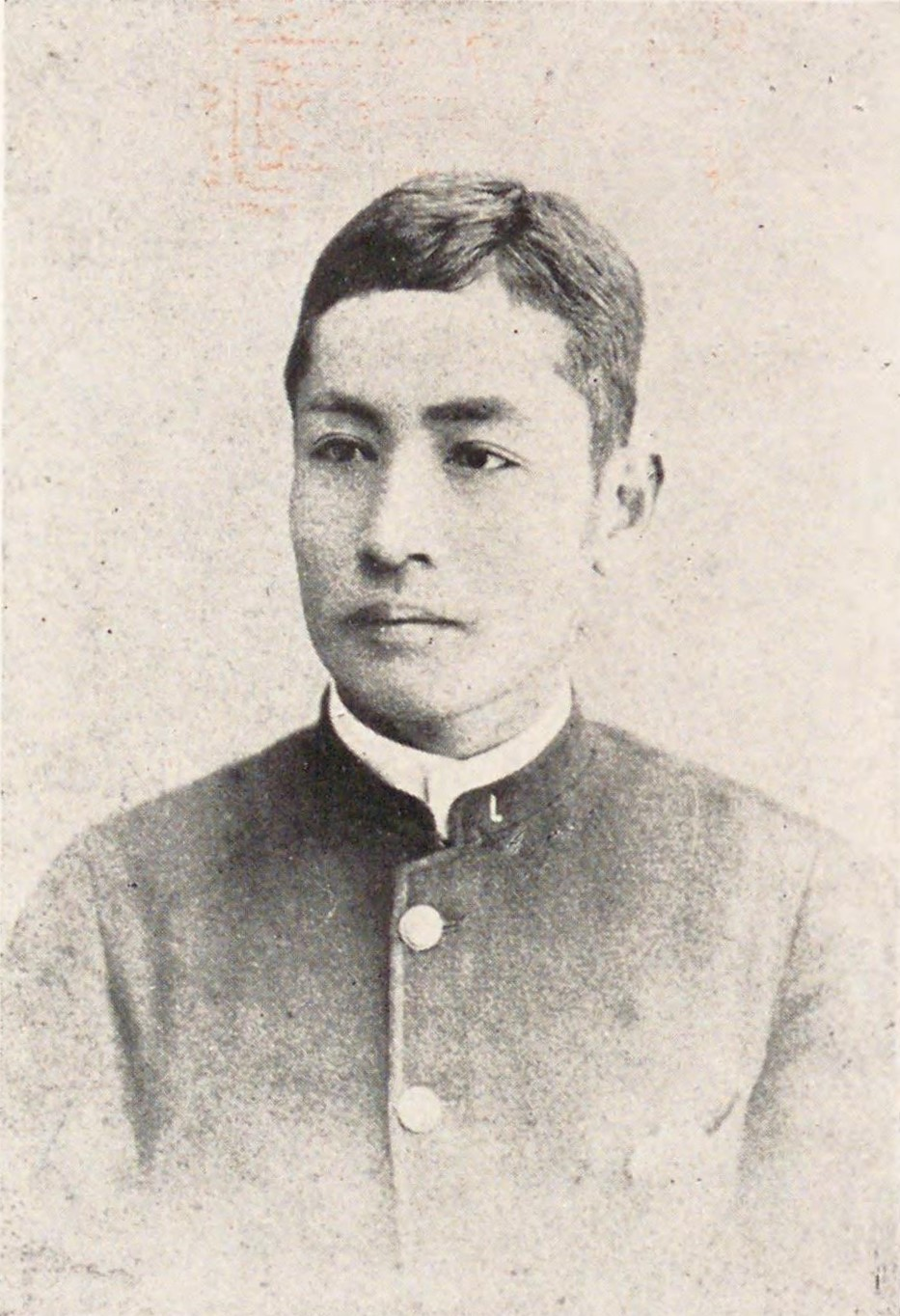
帝国大学時代の漱石（1892年12月）

1890年（明治23年）、創設間もなかった帝国大学（のちの東京帝国大学）英文科に入学した。この英文科は明治20年に新設されたばかりで、明治23年に入学したのは漱石だけで、2年上に先輩が1人いるだけであり、3年後輩に土井晩翠がいる。この頃から厭世主義・神経衰弱に陥り始めたともいわれる。1887年（明治20年）の3月に長兄・大助と死別。同年6月に次兄・夏目栄之助と死別した。さらに直後の1891年（明治24年）には三兄・夏目和三郎の妻の登世と死別し、次々に近親者を亡くしたことも影響している。漱石は登世に恋心を抱いていたとも言われ（江藤淳説）、心に深い傷を受け、登世に対する気持ちをしたためた句を何十首も詠んでいる。
1891年（明治24年）7月に特待生に選ばれ、J・M・ディクソン教授の依頼で『方丈記』を部分的に英訳をした(12月)。1892年（明治25年）、兵役逃れのために分家し、貸費生であったため、北海道岩内町に籍を移した。同年5月あたりから東京専門学校（現在の早稲田大学）の講師をして自ら学費を稼ぎ始めた。
漱石と子規は早稲田の辺りを一緒に散歩することもあり、その様を子規は自らの随筆『墨汁一滴』で「この時余が驚いた事は漱石は我々が平生喰ふ所の米はこの苗の実である事を知らなかったといふ事である」と述べている。
7月7日、大学の夏期休業を利用して、松山に帰省する子規とともに、初めての関西方面の旅に出る。夜行列車で新橋を経ち、8日に京都に到着して二泊し、10日神戸で子規と別れて11日に岡山に到着した。岡山では、次兄・栄之助の妻であった小勝の実家、片岡機邸に1か月あまり逗留した。この間、7月19日、松山の子規から、学年末試験に落第したので退学すると記した手紙が届いた。漱石は、その日の午後、翻意を促す手紙を書き送り、「鳴くならば 満月になけ ほととぎす」の一句を添えた。その後、8月10日、岡山を立ち、松山の子規の元に向かった。子規の家で、のちに漱石を職業作家の道へ誘うことになる当時15歳の高浜虚子と出会った。子規は1893年（明治26年）3月、大学を中退した。

### 英語教師として赴任

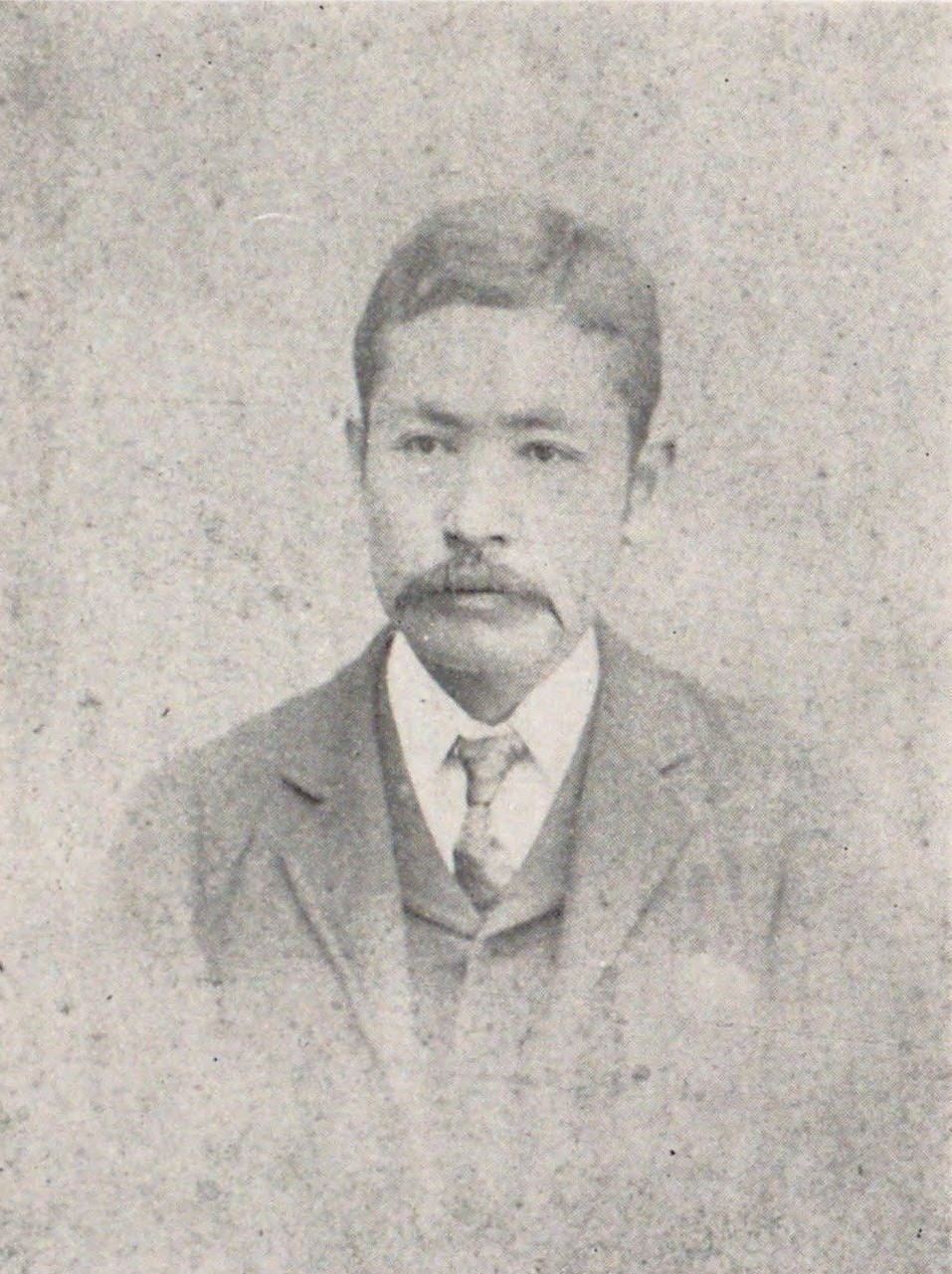
高等師範学校教師の漱石（1894年3月）

1893年（明治26年）、漱石は帝国大学を卒業し文学部長外山正一の推薦で高等師範学校の英語教師となる。校長は嘉納治五郎で、面接の際に教育者として学生の模範になれと言われ「私にはとても勤まりかねる」と返答している。夏目にとって英語の指導には負担を感じるものはなかったが、自身が考究してきたのが英文学であり英語学ではない事や、教育者を育成する師範学校の学生の「模範」であるべき者としての資質に葛藤があり、また恋愛問題があったり1894年（明治27年）2月には血痰が出て結核検査を受けるなど、極度の神経衰弱・強迫観念にかられるようになる。菅虎雄の勧めで12月の暮れに鎌倉の円覚寺で釈宗演の下に参禅をするなどして治療を図るも、効果は得られなかった。

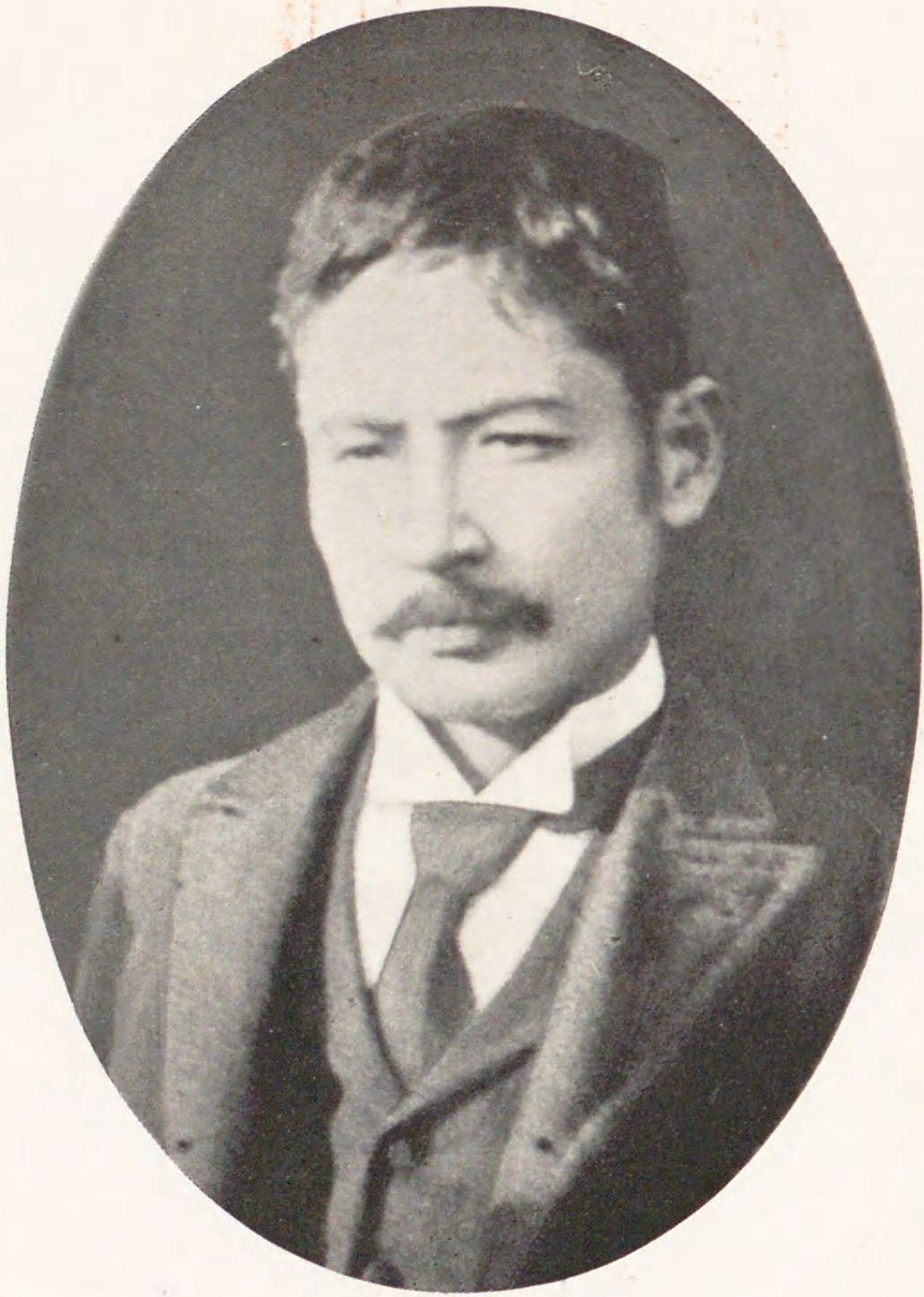
愛媛県尋常中学校教師の漱石（1896年3月）

1895年（明治28年）、東京から逃げるように高等師範学校を辞職し、菅虎雄の斡旋で愛媛県尋常中学校（旧制松山中学、現在の松山東高校）に英語教師として赴任した。松山は子規の故郷であり、ここで2か月あまり静養を取った。この頃、子規とともに俳句に精進し、数々の佳作を残している。赴任中は愚陀仏庵に下宿したが、52日間に渡って正岡子規も居候した時期があり、俳句結社「松風会」に参加し句会を開いた。これはのちの漱石の文学に影響を与えたと言われている。
1896年（明治29年）、熊本市の第五高等学校（熊本大学の前身）の英語教師に赴任した（月給100円）。親族の勧めもあり貴族院書記官長・中根重一の長女・鏡子と結婚するが、3年目に鏡子は慣れない環境と流産のためヒステリー症が激しくなり白川井川淵に投身を図るなど順風満帆な夫婦生活とはいかなかった。家庭面以外では漱石は俳壇でも活躍し、名声を上げていった。
1898年（明治31年）、寺田寅彦ら五高の学生たちが漱石を盟主に俳句結社の紫溟吟社を興し、俳句の指導をした。同社は多くの俳人を輩出し、九州・熊本の俳壇に影響を与えた。

### イギリス留学

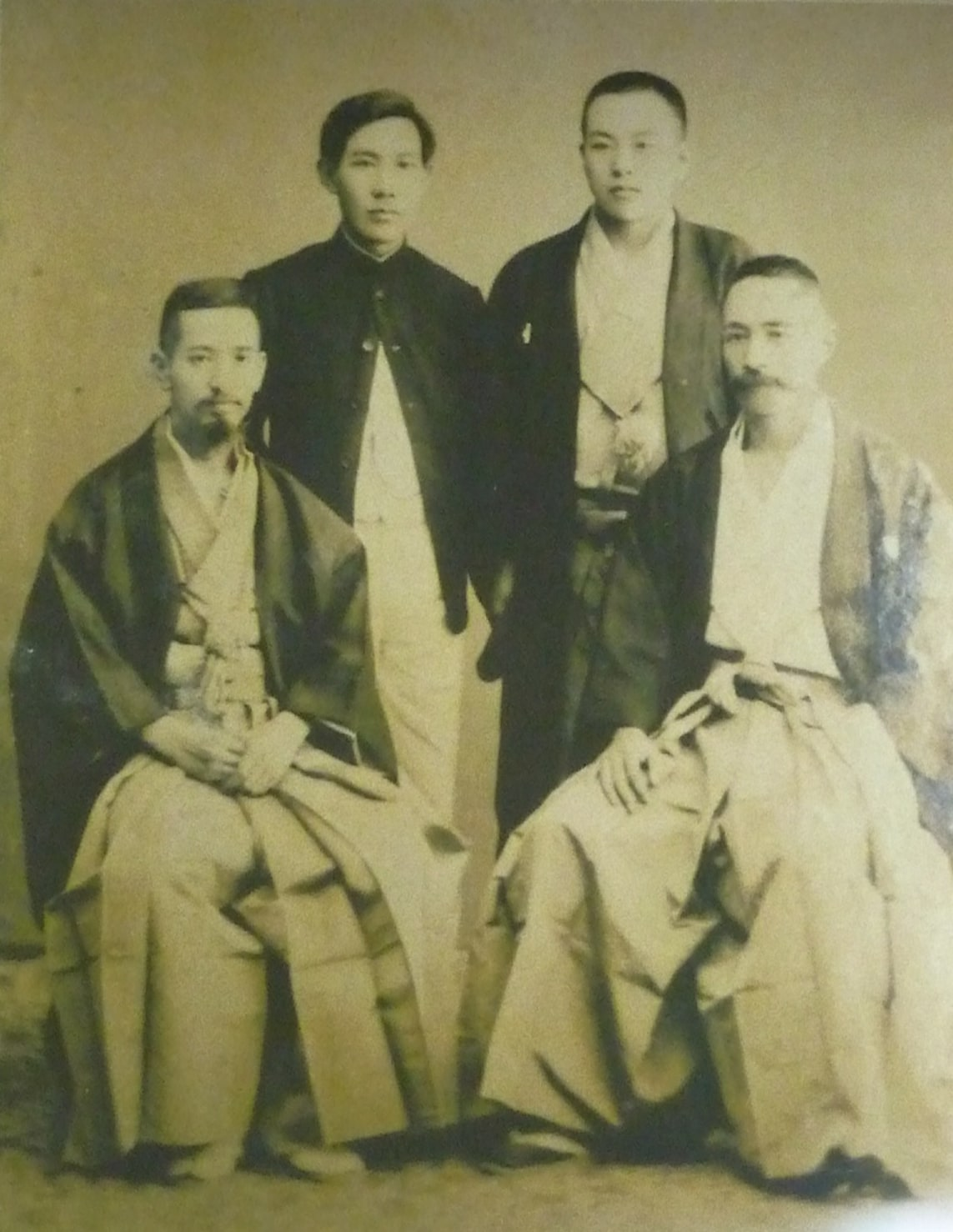
1900年7月頃、イギリス留学に当たり熊本市冨重写真館で撮影した送別写真。前列右が漱石、左が奥太一郎、後列左が遠山参良、右は五高生徒木村鎮太。

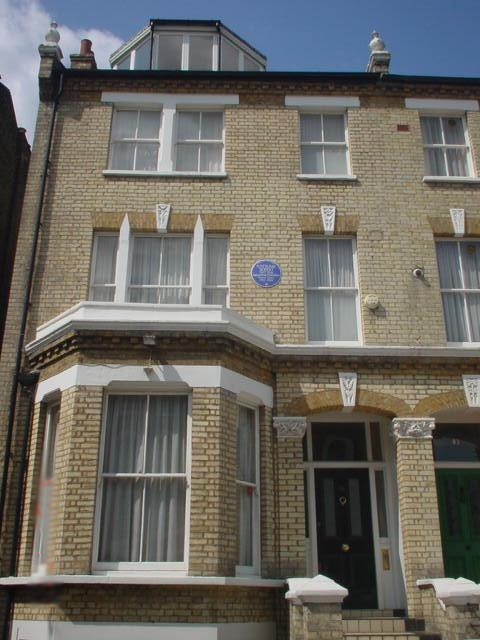
ロンドン滞在時の夏目漱石の最後の家。ランベス区#関係者も参照

1900年（明治33年）5月、文部省より英語教育法研究のため（英文学の研究ではない）、英国留学を命じられた。9月10日に日本を出発。最初の文部省への申報書（報告書）には「物価高真ニ生活困難ナリ十五磅（ポンド）ノ留学費ニテハ窮乏ヲ感ズ」と、官給の学費には問題があった。メレディスやディケンズをよく読み漁った。大学の講義は授業料を「拂（はら）ヒ聴ク価値ナシ」として、ユニヴァーシティ・カレッジ・ロンドンの英文学の聴講をやめて、『永日小品』にも出てくるシェイクスピア研究家のウィリアム・クレイグ（William James Craig）の個人教授を受け、また『文学論』の研究に勤しんだが、英文学研究への違和感がぶり返し、再び神経衰弱に陥り始めた。「夜下宿ノ三階ニテツクヅク日本ノ前途ヲ考フ……」と述べ、何度も下宿を転々とした。このロンドンでの滞在中に、ロンドン塔を訪れた際の随筆『倫敦塔』が書かれている。
1901年（明治34年）、化学者の池田菊苗と2か月間同居することで新たな刺激を受け、下宿に一人籠って研究に没頭し始めた。その結果、今まで付き合いのあった留学生との交流も疎遠になり、文部省への申報書を白紙のまま本国へ送り、土井晩翠によれば下宿屋の女性主人が心配するほどの「驚くべき御様子、猛烈の神経衰弱」に陥った。1902年（明治35年）9月に芳賀矢一らが訪れた際には「早めて帰朝（帰国）させたい、多少気がはれるだろう、文部省の当局に話そうか」と話が出たためか、「夏目発狂」の噂が文部省内に流れた。漱石は急遽帰国を命じられ、同年12月5日にロンドンを発つことになった。帰国時の船には、ドイツ留学を終えた精神科医・斎藤紀一がたまたま同乗していた。精神科医の同乗を知った漱石の親族は、これを漱石が精神病を患っているためであろうと、いよいよ心配したという。
当時の漱石最後の下宿の反対側には、1984年（昭和59年）に恒松郁生によって「ロンドン漱石記念館」が設立された。漱石の下宿、出会った人々、読んだ書籍などを展示し一般公開されていたが、イギリスの欧州連合（EU）離脱への動きによる影響で、2016年9月末をもって閉館。漱石ファンからの強い要望で、2019年5月8日、ロンドン南郊のサリー州にある恒松宅の一部を改装して再開された。

### 帰国後は教職を務める

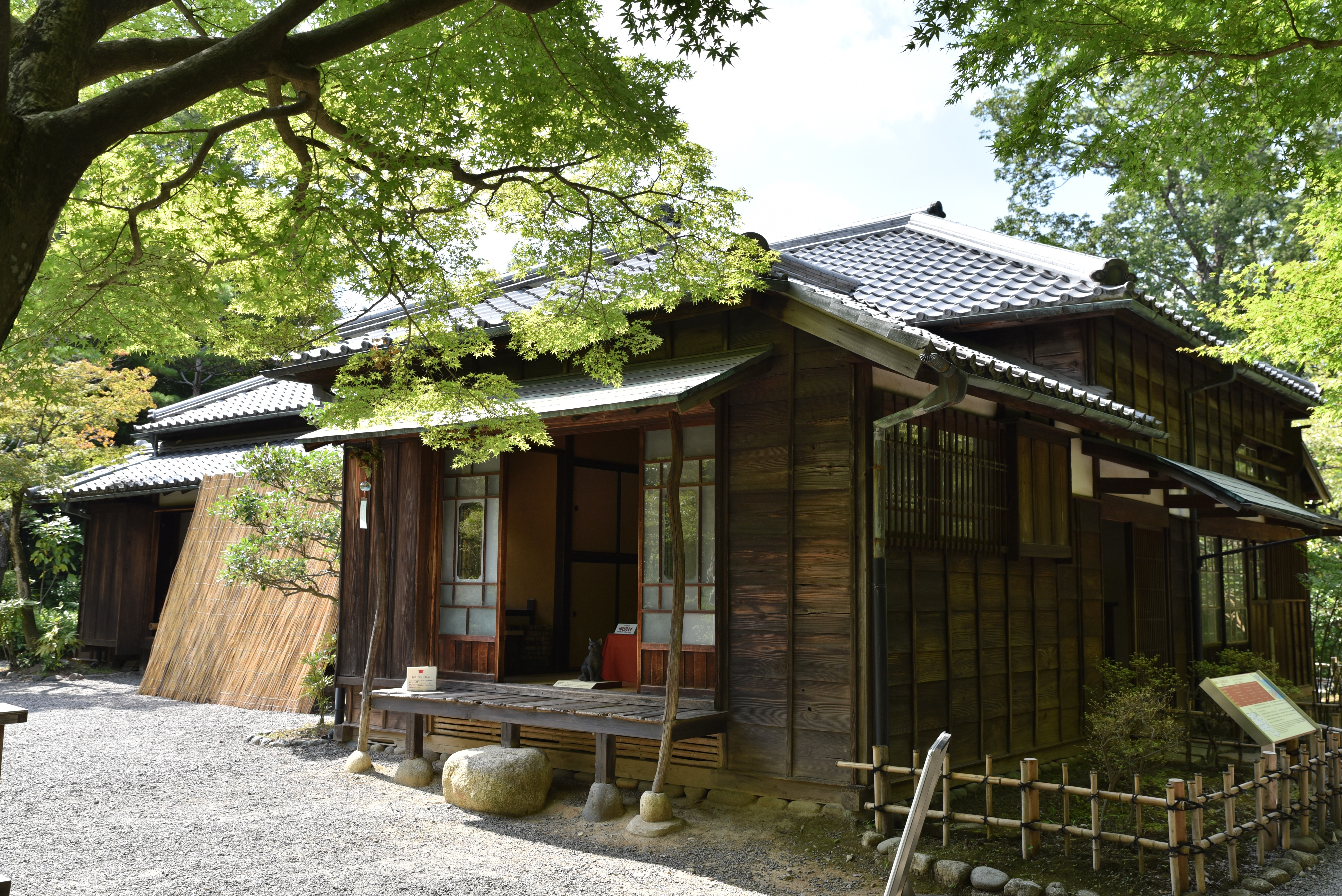
帰国後の漱石が居住した千駄木の邸宅（現在は博物館明治村へ移築）。漱石の前は森鷗外が住んでいた。

1903年（明治36年）1月20日に英国留学から帰国した。3月3日、東京の本郷区駒込千駄木町57番地に転入（「猫の家」、現在の文京区向丘2-20-7、千駄木駅徒歩約10分。現在は日本医科大学同窓会館。敷地内に記念碑あり）。同月末、籍を置いていた第五高等学校教授を辞任した。同年4月、第一高等学校と東京帝国大学の講師になった（年俸は高校700円、大学800円）。当時の一高校長は、親友の狩野亨吉であった。
東京帝大では小泉八雲の後任として教鞭を執ったが、前任者であった八雲の、一度口を開けばたちまち教室全体を詩的空気に包み込み酔わせてしまうような講義に対し、漱石の分析的な硬い講義は不評で、学生による八雲留任運動が起こったり、不平不満を陰口にされて貶されるなどした。川田順のように「ヘルン先生のいない文科に学ぶことはない」と法科に転じた学生もいた。
また、当時の一高での受け持ちの生徒に藤村操がおり、ある授業中に態度の悪さを漱石に叱責された数日後、華厳滝に入水自殺してしまい、それに伴い一高の生徒や同僚の教師達だけでなく、事件に衝撃を受けた知識人達の間で「漱石が藤村を死に追いやった」と謂われのない噂が囁かれる事となった。漱石は、藤村に関し『吾輩は猫である』に冗談めかして言及する一方で、『草枕』の中で言及・批評を行っている。
こうした職場での風評被害に苛まれて苦悩した結果、とうとう漱石は神経衰弱を患ってしまい、授業中や家庭において頻繁に癇癪を起こしては暴れまわるようになり、欠席・代講が増え、妻とも約2か月別居した。1904年（明治37年）にはある程度落ち着きを取り戻し、明治大学の講師も務めた（月給30円）。

### 『吾輩は猫である』『坊っちゃん』などを執筆

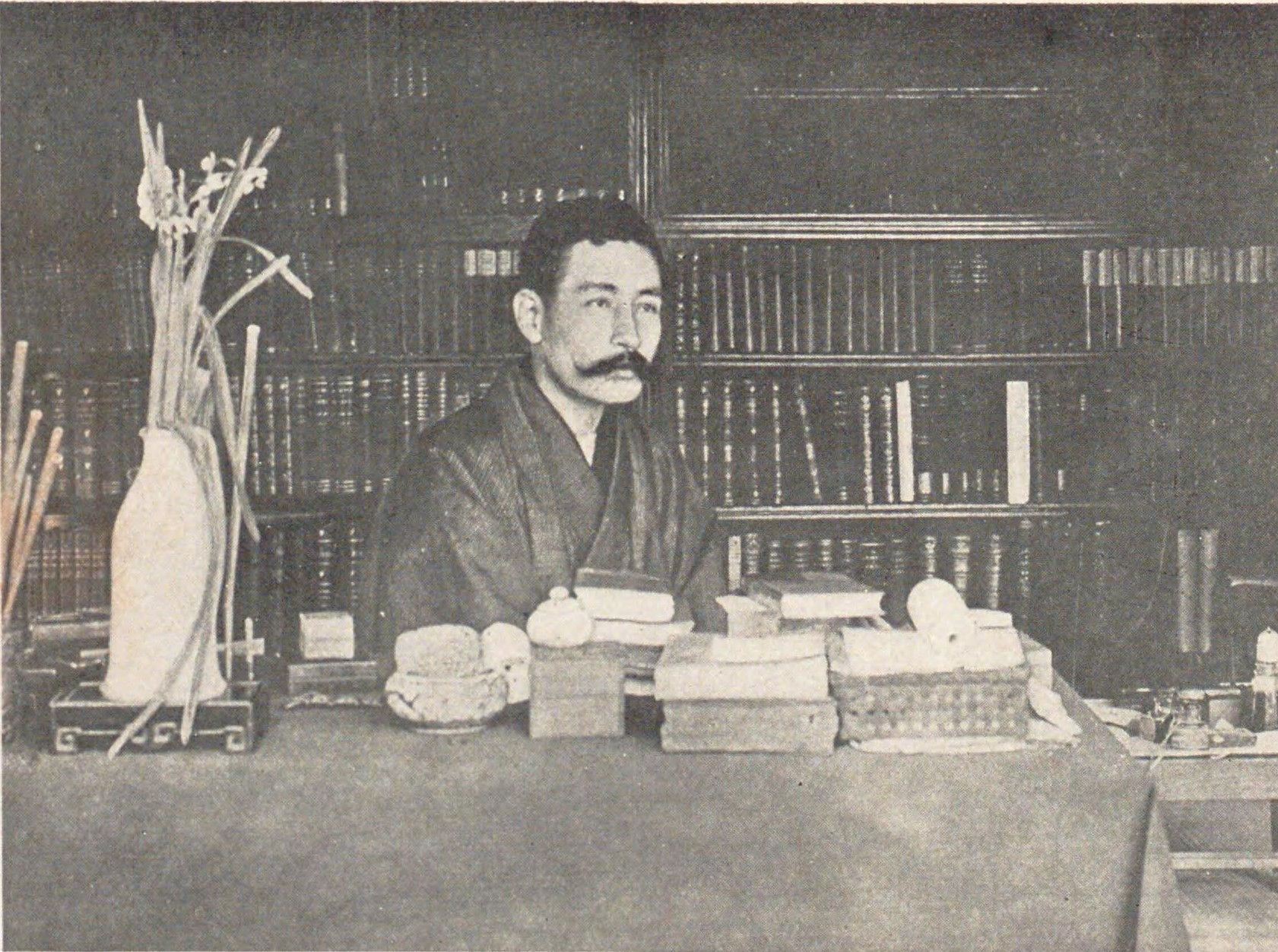
千駄木邸書斎の漱石（1906年）

その年の暮れ、高浜虚子から神経衰弱の治療の一環で創作を勧められ、処女作になる『吾輩は猫である』を執筆した。初めて子規門下の会「山会」で発表され、好評を博した。1905年（明治38年）1月、『ホトトギス』に1回の読み切りとして掲載されたが、好評のため続編を執筆した。この頃から作家として生きていくことを熱望し始め、その後『倫敦塔』『坊つちやん』と立て続けに作品を発表し、人気作家としての地位を固めていった。漱石の作品は世俗を忘れ、人生をゆったりと眺めようとする低徊趣味（漱石の造語）的要素が強く、当時の主流であった自然主義とは対立する余裕派と呼ばれた。
1906年（明治39年）、漱石の家には小宮豊隆や鈴木三重吉、森田草平などが出入りしていたが、作家としての名声が高まるにつれて来客が多くなり、仕事に支障をきたしはじめ、鈴木が毎週の面会日を木曜日と定めた。この日は誰が来てもよいことにしたので、漱石の書斎は多くの門下生が集まって語り合うサロンのような場になり、やがて「木曜会」と呼ばれるようになった（1906年10月8日付書簡によれば、10月11日から。）。同年12月、千駄木の家から本郷区西片町10番地ろノ七（現在の文京区西片1-12-8）に転居。

### 朝日新聞社に入社

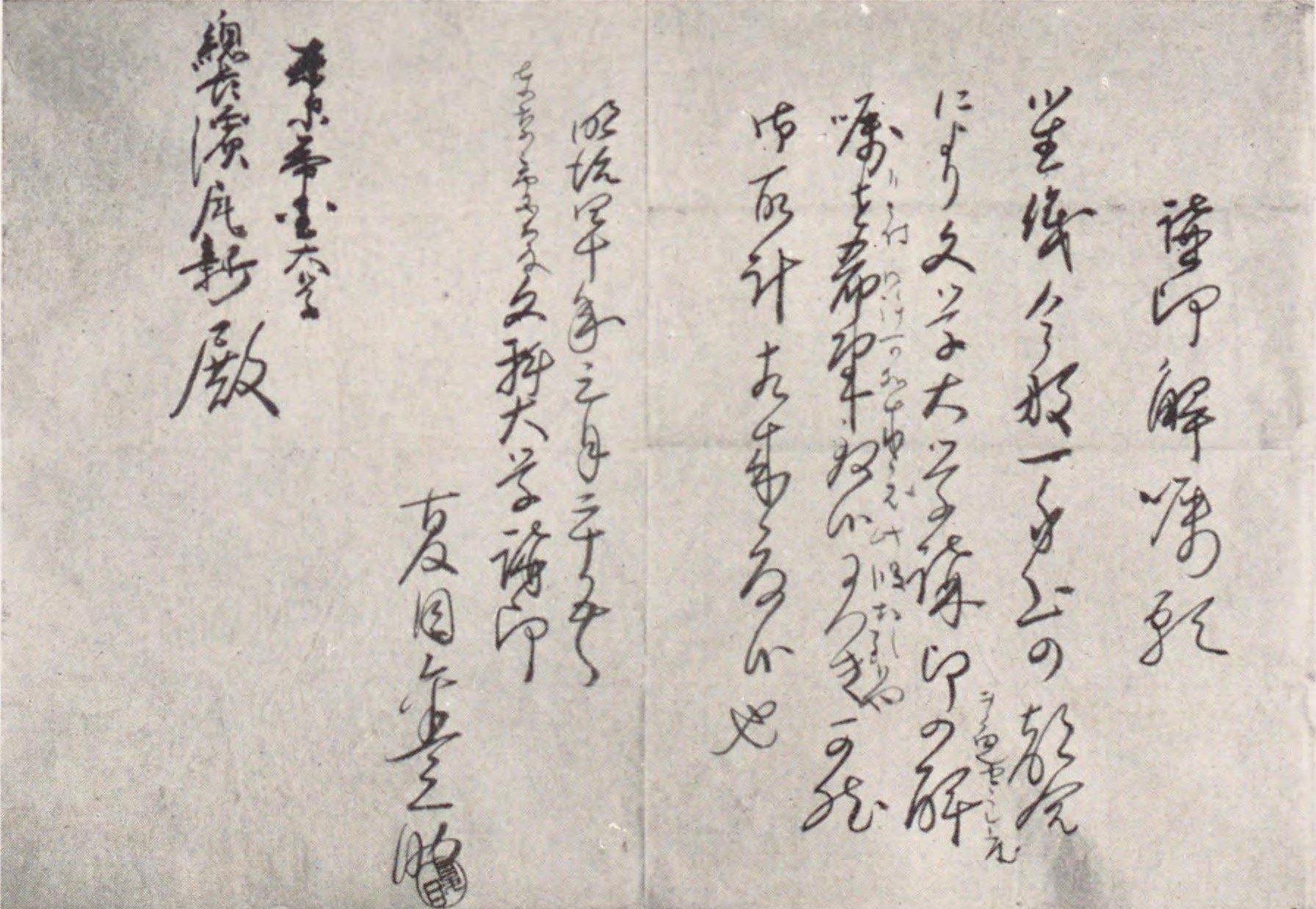
漱石が東京帝国大学総長の濱尾新へ宛てた辞表（1907年）

1907年（明治40年）2月、一切の教職を辞し、池辺三山に請われて朝日新聞社に入社した（月給200円）。この当時、日露戦争で販売数を急拡大させていた新聞各社は終戦による部数低下を回避するため本格文学の掲載に傾斜しており、漱石は読売と大阪朝日の両方から入社を申し込まれていた。大阪朝日の入社条件は関西に転居することが含まれていたため漱石が難色を示し、東京朝日で入社の上、大阪と東京の両紙で連載を行うことが取り決められた。また、当時京都帝国大学文科大学初代学長（現在の文学部長に相当）になっていた狩野亨吉からの英文科教授への誘いがあったがこれも断り、本格的に職業作家としての道を歩み始めた。
同年6月、職業作家としての初めての作品『虞美人草』の連載を開始。執筆途中に、神経衰弱や胃病に苦しめられた。同年9月、牛込区早稲田南町７番地（漱石山房）に転居。
1908年（明治41年）3月23日に平塚明子（平塚らいてう）と栃木県塩原で心中未遂事件を起こした門下の森田草平の後始末に奔走した（塩原事件）。
1909年（明治42年）、親友だった南満州鉄道総裁・中村是公の招きで満州・朝鮮を旅行した。この旅行の記録は『朝日新聞』に「満韓ところどころ」として連載される。
同年10月、満韓旅行からの帰途、大阪で暮らす長谷川如是閑を訪ねる。この折、浜寺の料理店にも行く。

### 『三四郎』『それから』『門』の前期三部作

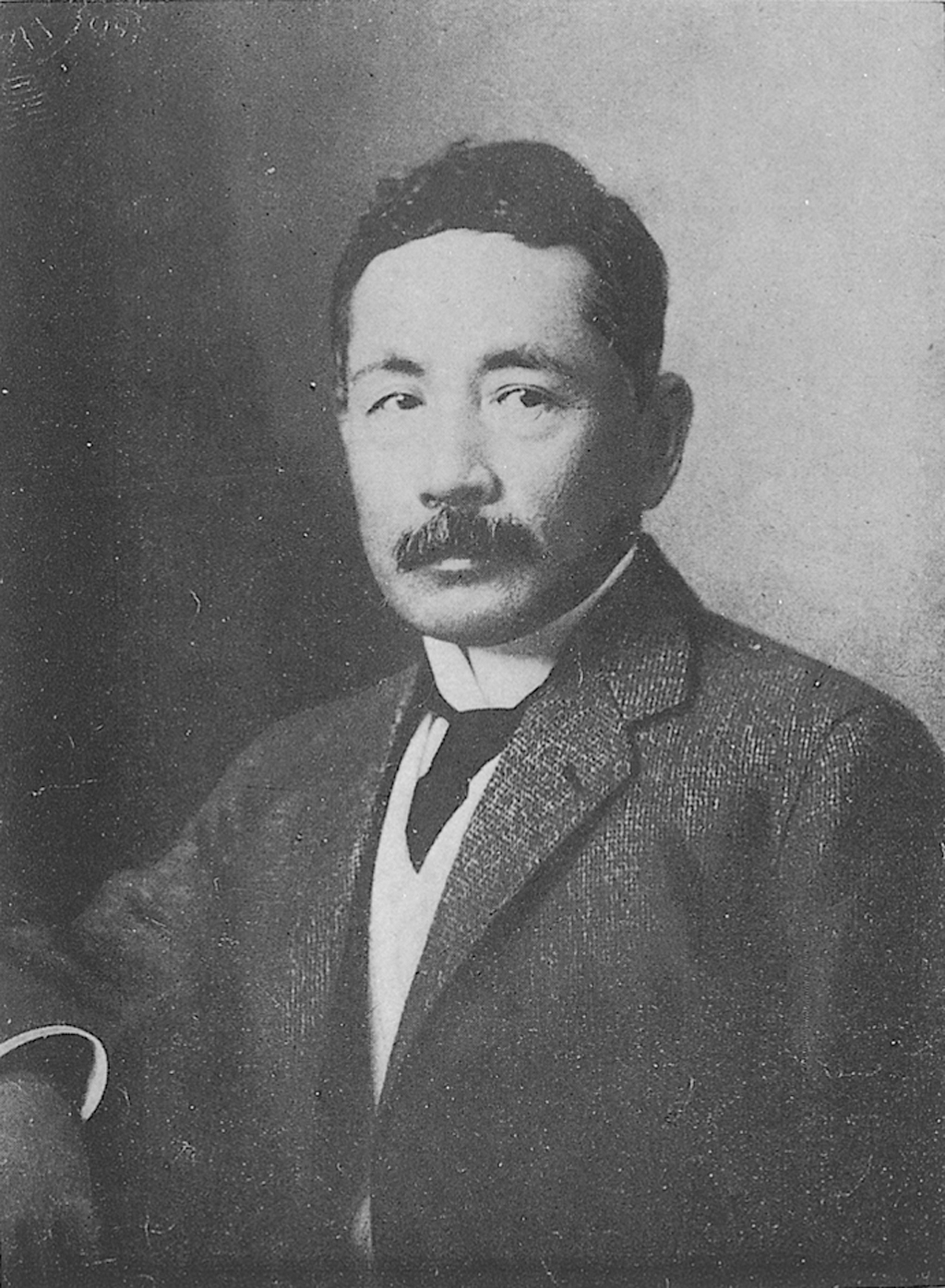
『漱石全集第八巻 行人』より（1912年10月）

1910年（明治43年）6月、『三四郎』『それから』に続く前期三部作の3作目にあたる『門』を執筆途中に胃潰瘍で長与胃腸病院（長與胃腸病院）に入院した。
同年8月、療養のため門下の松根東洋城の勧めで伊豆の修善寺に出かけ、菊屋旅館で転地療養した。しかしそこで胃疾患になり、800 gにも及ぶ大吐血を起こし、生死の間を彷徨う危篤状態に陥った。これが「修善寺の大患」と呼ばれる事件である。
この時の一時的な「死」を体験したことは、その後の作品に影響を与えることとなった。漱石自身も『思い出すことなど』で、この時のことに触れている。最晩年の漱石は「則天去私」を理想としていたが、この時の心境を表したものではないかと言われる。『硝子戸の中』では、本音に近い真情の吐露が見られる。同年10月、容態が落ち着き、長与病院に戻り再入院した。その後も胃潰瘍などの病気に何度も苦しめられた。

### 『彼岸過迄』『行人』『こゝろ』の後期三部作

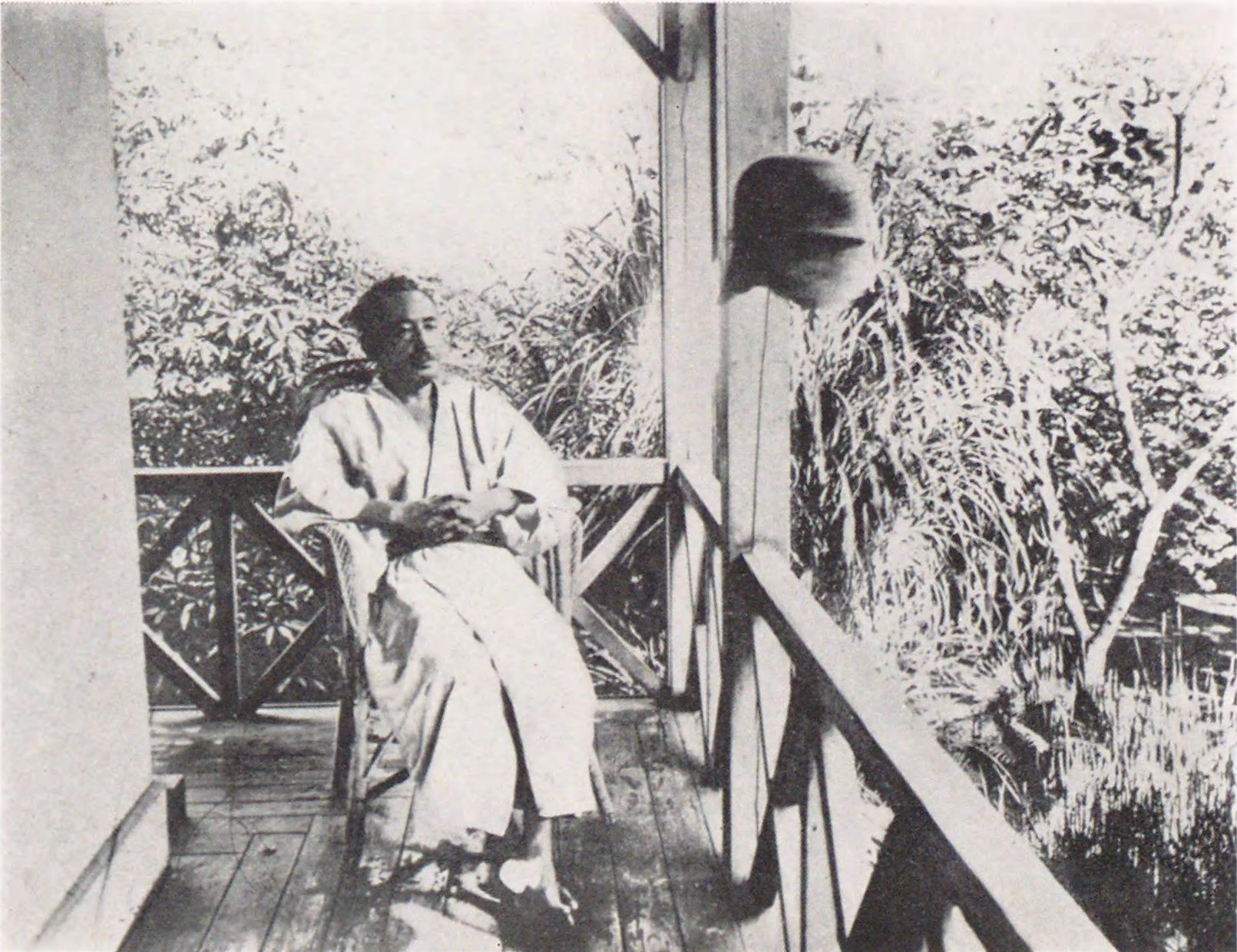
早稲田南町の邸宅「漱石山房」における晩年の漱石（1915年7月）

1911年（明治44年）8月、関西での講演直後、胃潰瘍が再発し、大阪の大阪胃腸病院に入院した。東京に戻った後は、痔にかかり通院した。
1912年（大正元年）9月、痔の再手術を受けた。同年12月には、『行人』も病気のため初めて執筆を中絶した。
1913年（大正2年）は、神経衰弱、胃潰瘍で6月頃まで悩まされた。
1914年（大正3年）9月、4度目の胃潰瘍で病臥した。晩年は病との闘いを続けながらの執筆が続いた。作品は人間のエゴイズムを追い求めていき、後期三部作と呼ばれる『彼岸過迄』『行人』『こゝろ』へと繋がっていく。

### 死去

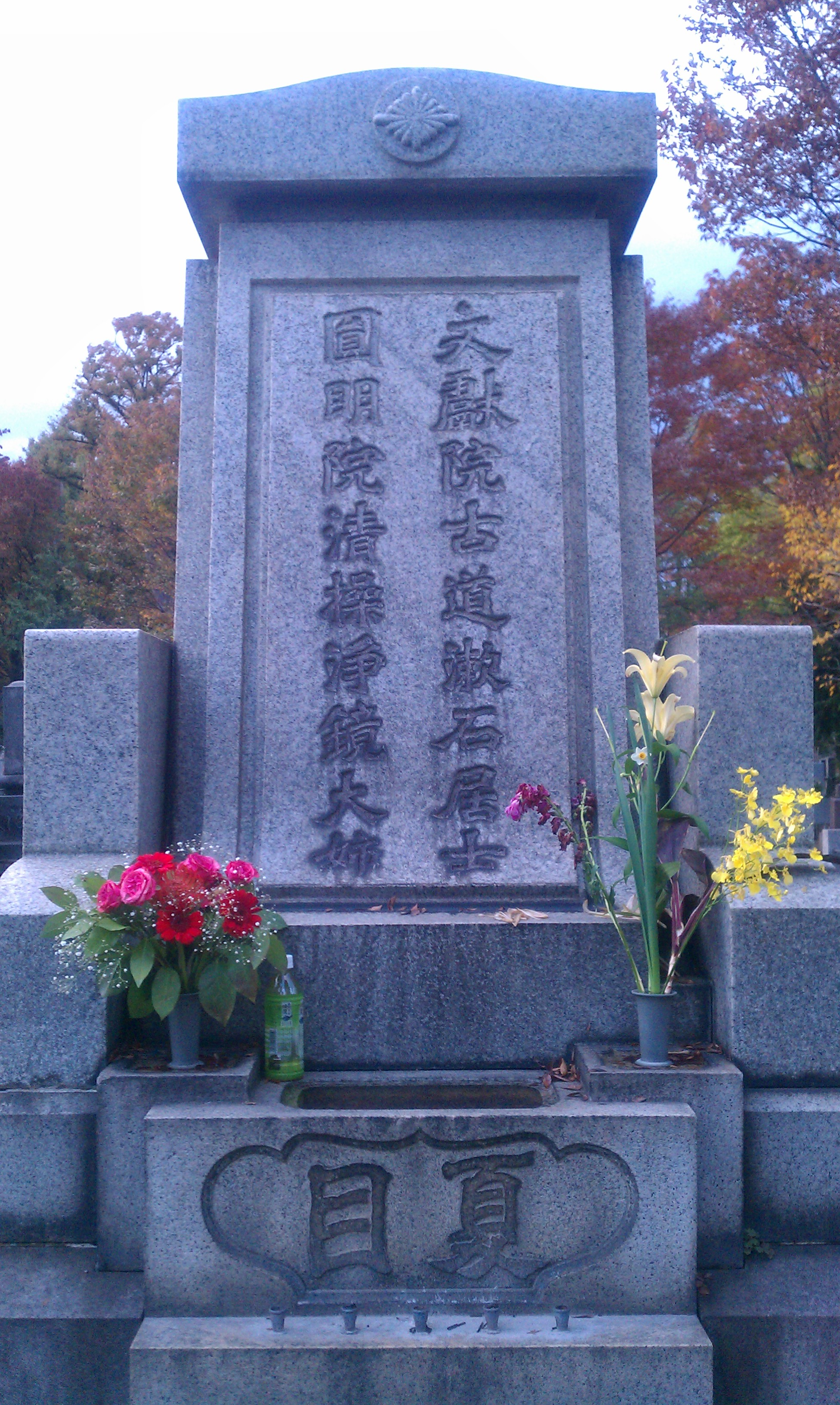
夏目漱石の墓（雑司ヶ谷霊園）

1915年（大正4年）3月、京都へ旅行し、そこで5度目の胃潰瘍で倒れた。6月3日より『吾輩は猫である』執筆当時の環境に回顧し、『道草』の連載を開始した。1916年（大正5年）には糖尿病にも悩まされた。その年、辰野隆の結婚式に出席して後の12月9日、腹腔内出血を起こし『明暗』執筆途中に自宅で死去した。50歳没（49歳10か月）。
最期の言葉は、寝間着の胸をはだけながら叫んだ「ここに水をかけてくれ、死ぬと困るから」であったという。だが、四女・愛子が泣き出してそれを妻である鏡子が注意したときに漱石がなだめて「いいよいいよ、もう泣いてもいいんだよ」と言ったことが、最期の言葉ともされる。
死の翌日、遺体は東京帝国大学医学部解剖室において長與又郎によって解剖された。その際に摘出された脳と胃は寄贈された。脳は、現在もエタノールに漬けられた状態で東京大学医学部に保管されている。重さは1,425グラムであった。戒名は文献院古道漱石居士。遺体は落合斎場で荼毘に付され、墓所は東京都豊島区南池袋の雑司ヶ谷霊園（1種14号1側3番）。

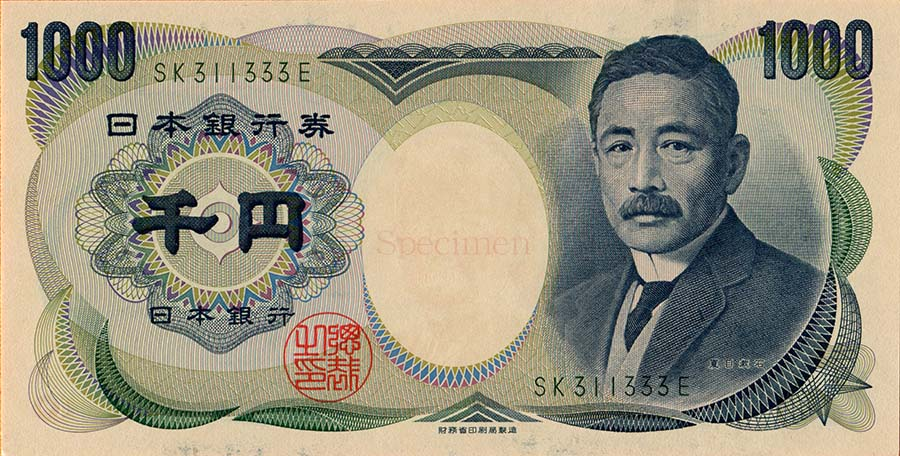
D千円券

1984年（昭和59年）から2004年（平成16年）まで発行された日本銀行券D千円券に肖像が採用された。

## 略年譜
- 1867年（慶応3年）1月5日 - 江戸牛込馬場下横町（現・東京都新宿区喜久井町）に父・夏目小兵衛直克、母・千枝の五男として生まれる。夏目家は代々名主であったが、当時家運が衰えていたため、生後間もなく四谷の古道具屋に里子に出されたものの、すぐに連れ戻される。
- 1868年（明治元年）11月 - 新宿の名主・塩原昌之助の養子となり、塩原姓を名乗る。
- 1869年（明治2年） - 養父・昌之助、浅草の添年寄となり浅草三間町へ移転。
- 1870年（明治3年） - 種痘がもとで疱瘡を病み、顔に瘢痕（あばた）が残る[注釈 9]。「一つ夏目の鬼瓦」という数え歌に作られるほど、痘痕は目立った。
- 1874年（明治7年） - 養父・昌之助と養母・やすが不和になり、一時喜久井町の生家に引き取られた。浅草寿町戸田学校下等小学第八級（のち台東区立精華小学校。現・台東区立蔵前小学校）に入学。
- 1876年（明治9年） - 養母が塩原家を離縁され、塩原家在籍のまま養母とともに生家に移った。市ケ谷柳町市ケ谷学校（現・新宿区立愛日小学校）に転校。

- 1878年（明治11年）
  - 2月 - 回覧雑誌に『正成論』を書く。

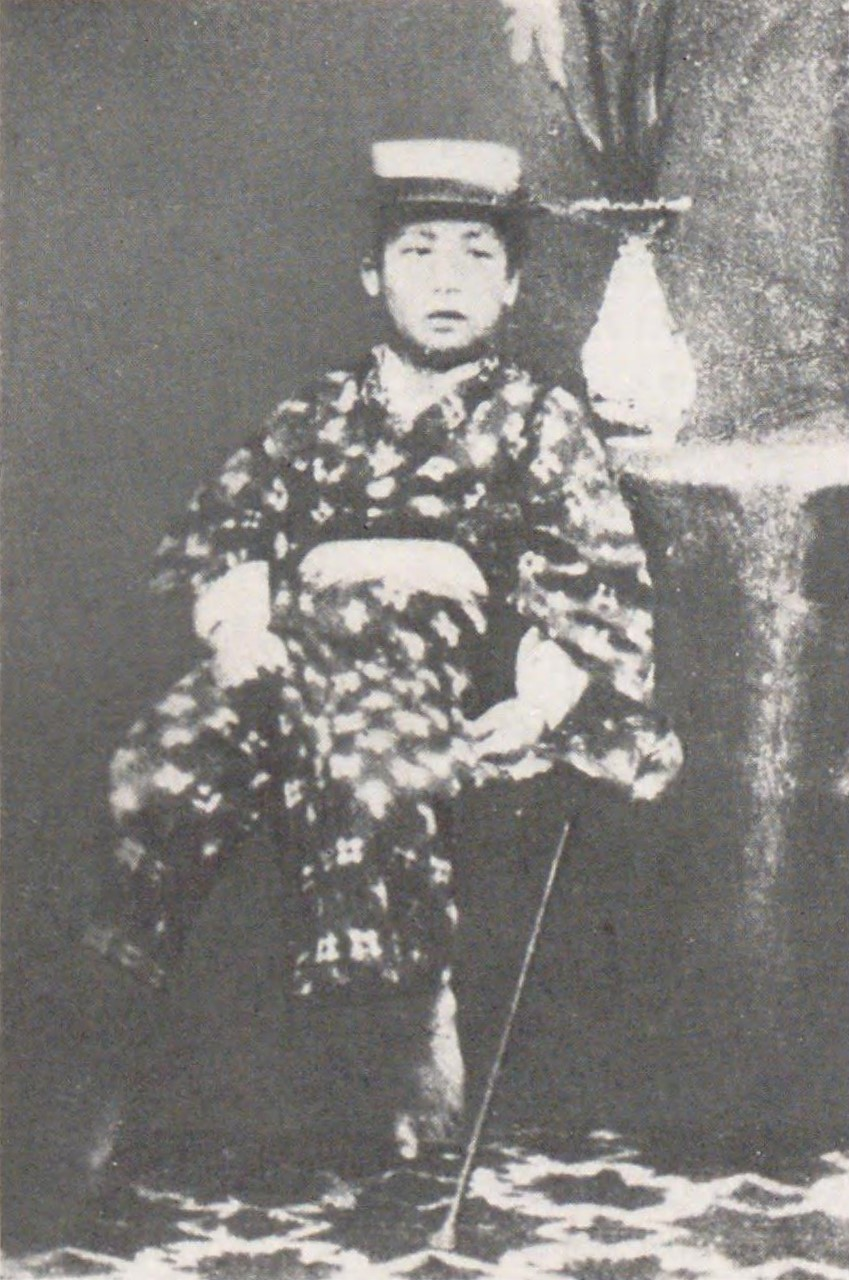
11、12歳頃の金之助

  - 10月 - 錦華小学校（現・千代田区立お茶の水小学校）・小学尋常科二級後期卒業。
- 1879年（明治12年） - 東京府第一中学校正則科（東京都立日比谷高等学校の前身）第七級に入学。
- 1881年（明治14年） - 1月 - 実母・千枝死去。府立一中を中退。私立二松學舍（現・二松學舍大学）に転校。
- 1883年（明治16年） - 9月 - 神田駿河台の成立学舎に入学。

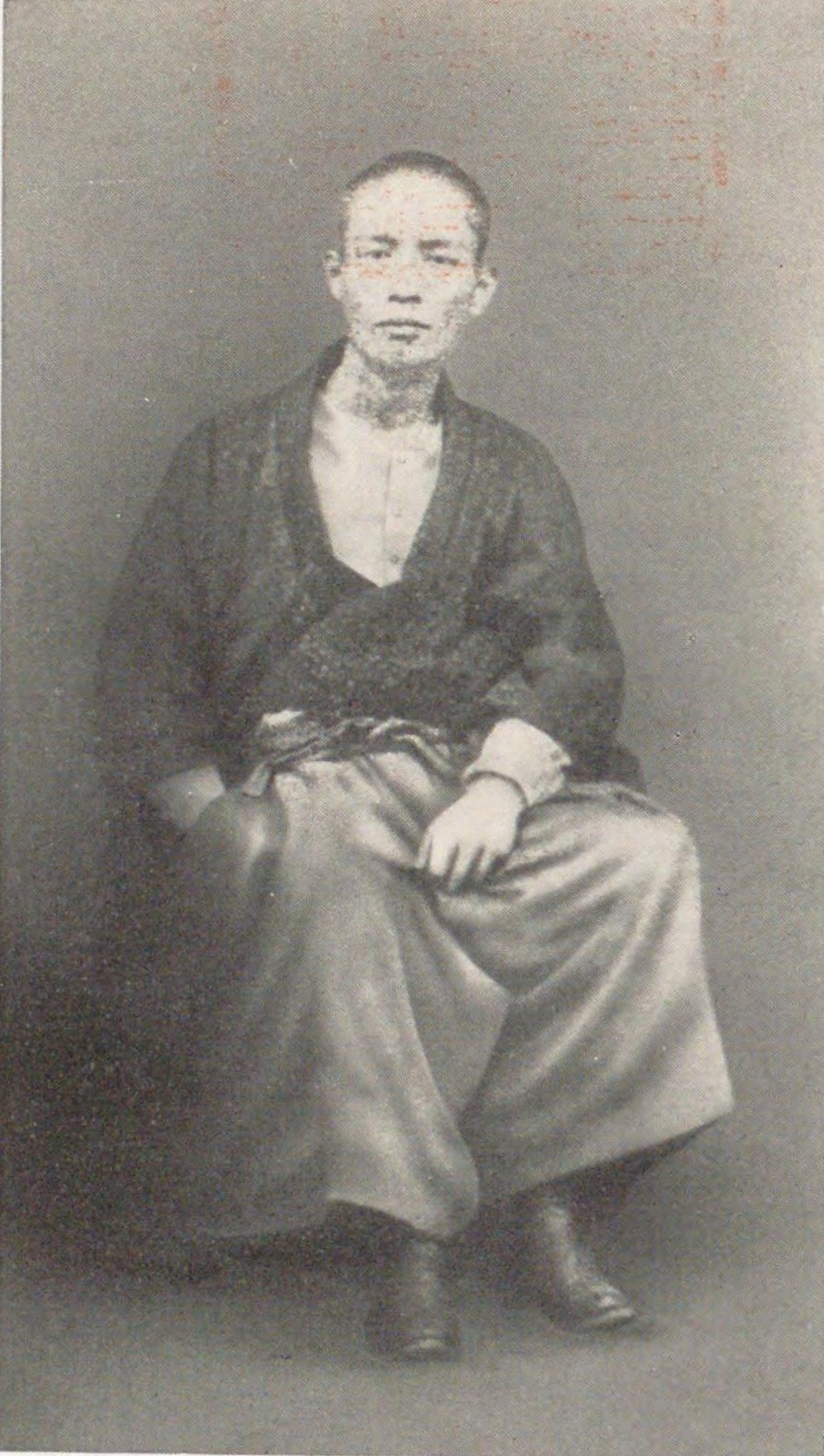
大学予備門時代の金之助（1886年）

- 1884年（明治17年） - 小石川極楽水の新福寺二階に橋本左五郎と下宿。自炊生活をしながら成立学舎に通学。
  - 9月 - 大学予備門（明治19年（1886年）に第一高等中学校（後の第一高等学校）に名称変更）予科入学。同級に中村是公、芳賀矢一、正木直彦、橋本左五郎などがいた。
- 1885年（明治18年） - 中村是公、橋本左五郎ら約10人と猿楽町の末富屋に下宿。
- 1886年（明治19年）7月 - 腹膜炎のため落第。この落第が転機となり、のち卒業まで首席を通す。中村是公と本所江東義塾の教師となり、塾の寄宿舎に転居。
- 1887年（明治20年） - 3月に長兄・大助、6月に次兄・栄之助がともに肺病のため死去。急性トラホームを患い、自宅に帰る。夏に初めての富士登山。
- 1888年（明治21年）
  - 1月 - 塩原家より復籍し、夏目姓に戻る。
  - 7月 - 第一高等中学校予科を卒業。
  - 9月 - 英文学専攻を決意し本科一部に入学。
- 1889年（明治22年）
  - 1月 - 正岡子規との親交が始まる。
  - 5月 - 子規の『七草集』の批評を書き、初めて“漱石”の筆名を用いる。
  - 8月 - 友人らと房総を旅行し、旅行後に紀行漢詩文集『木屑録』を残す。
- 1890年（明治23年）
  - 7月 - 第一高等中学校本科を卒業。
  - 9月 - 帝国大学（のちの東京帝国大学）文科大学英文科入学。文部省の貸費生となる。

- 1891年（明治24年）

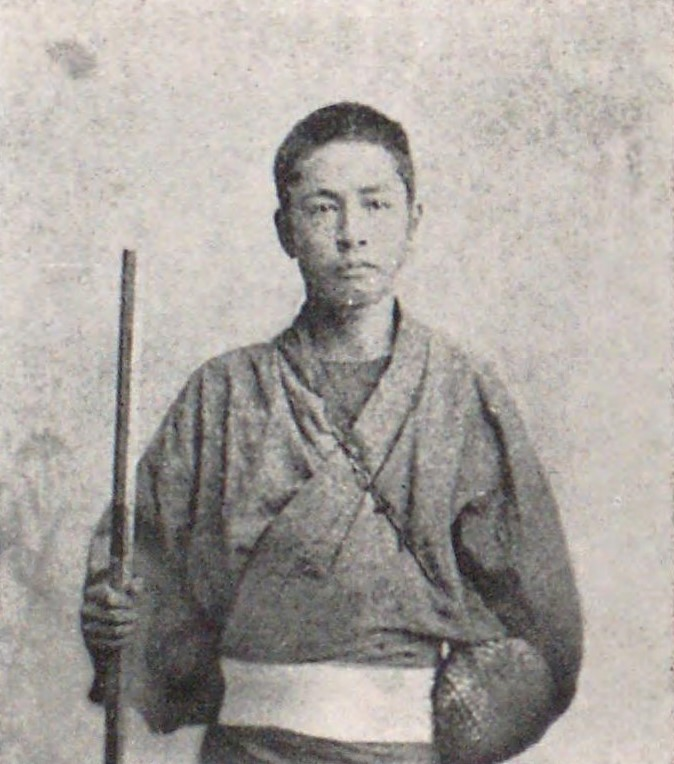
1891年の金之助。富士登山の記念に撮影

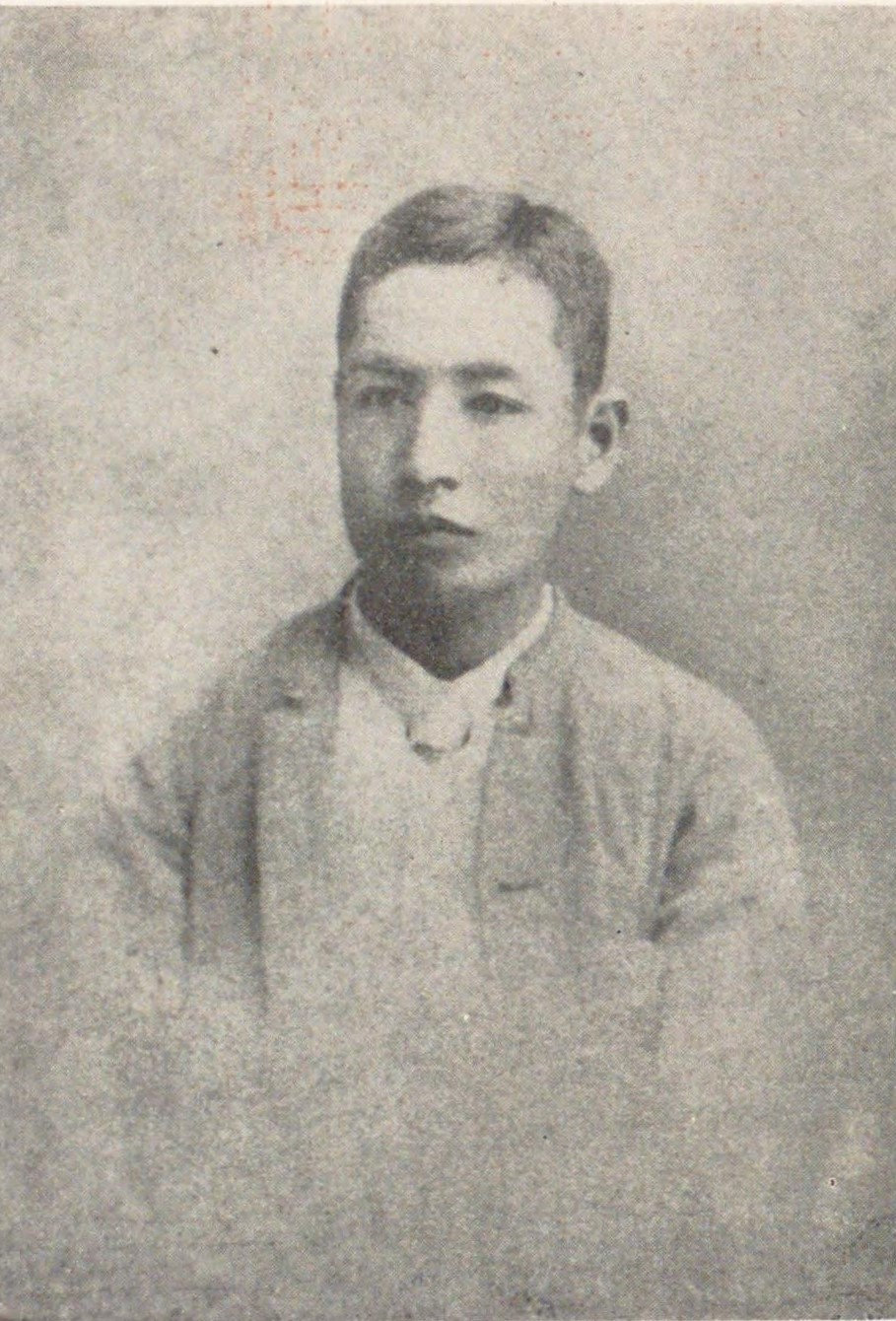
帝国大学時代の漱石（1892年6月）

  - 7月 - 特待生となる。二度目の富士登山。
  - 12月 - 『方丈記』を英訳する。
- 1892年（明治25年）
  - 4月 - 分家。北海道後志国岩内郡吹上町に転籍する[29]（徴兵を免れるためとの説がある[要出典]）。
  - 5月 - 東京専門学校（現在の早稲田大学）講師となる。
- 1893年（明治26年）
  - 7月 - 帝国大学卒業、大学院に入学。
  - 10月 - 高等師範学校（のちの東京高等師範学校）の英語教師となる。高等師範の校長は講道館創設者として有名な嘉納治五郎という柔道の大家だった。
- 1894年（明治27年）2月 - 結核の徴候があり、北里柴三郎の病院で検査を受ける（感染なし）。

- 1895年（明治28年）

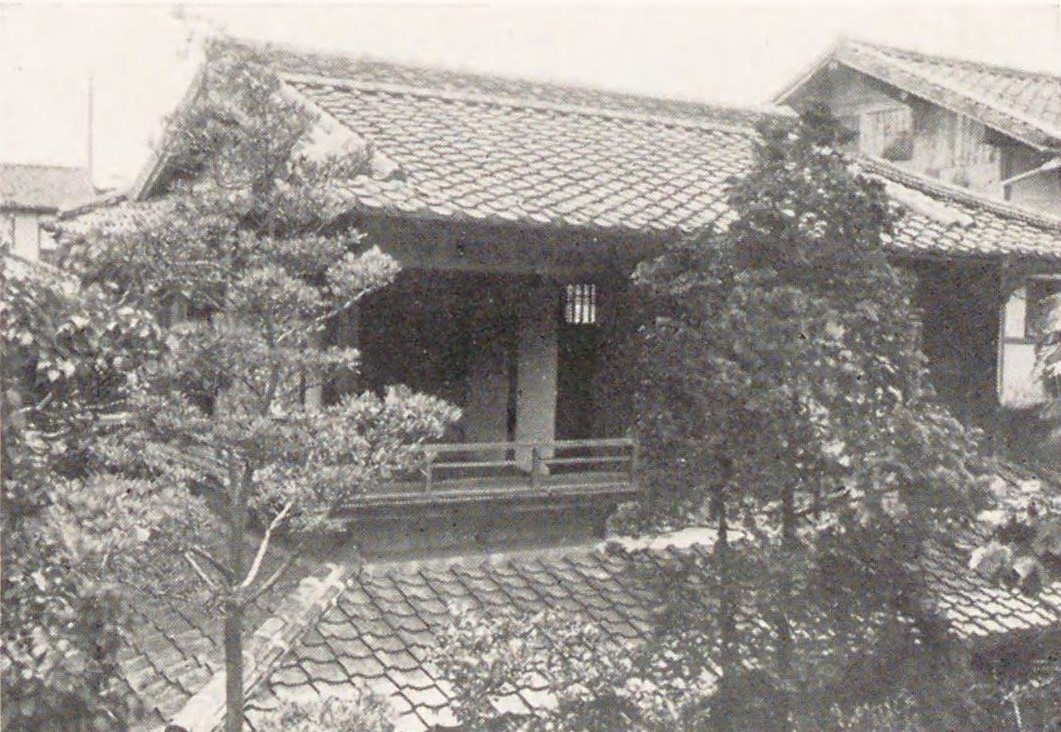
漱石の松山時代における寓居「愚陀仏庵」

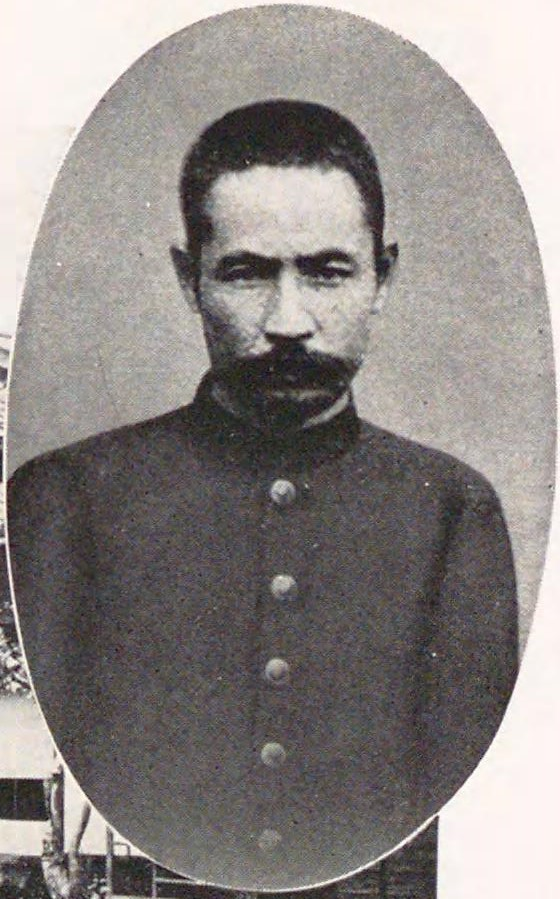
第五高等学校教授時代の漱石

  - 4月 - 松山中学（愛媛県尋常中学校）（愛媛県立松山東高等学校の前身）に菅虎雄の口添えで[30] 赴任。
  - 12月 - 貴族院書記官長・中根重一の長女・鏡子と見合いをし、婚約成立。
- 1896年（明治29年）
  - 4月 - 熊本県の第五高等学校講師となる。
  - 6月 - 中根鏡子と結婚。
  - 7月 - 教授となる。
- 1897年（明治30年）6月 - 実父・直克死去。
- 1898年（明治31年）10月 - 俳句結社「紫溟吟社」の主宰になる[13]。
- 1899年（明治32年）5月 - 長女・筆子誕生。
- 1900年（明治33年）5月 - イギリスに留学（途上でパリ万国博覧会を訪問）。
- 1901年（明治34年）1月 - 次女・恒子誕生。
- 1902年（明治35年）9月 - 正岡子規没。

- 1903年（明治36年）

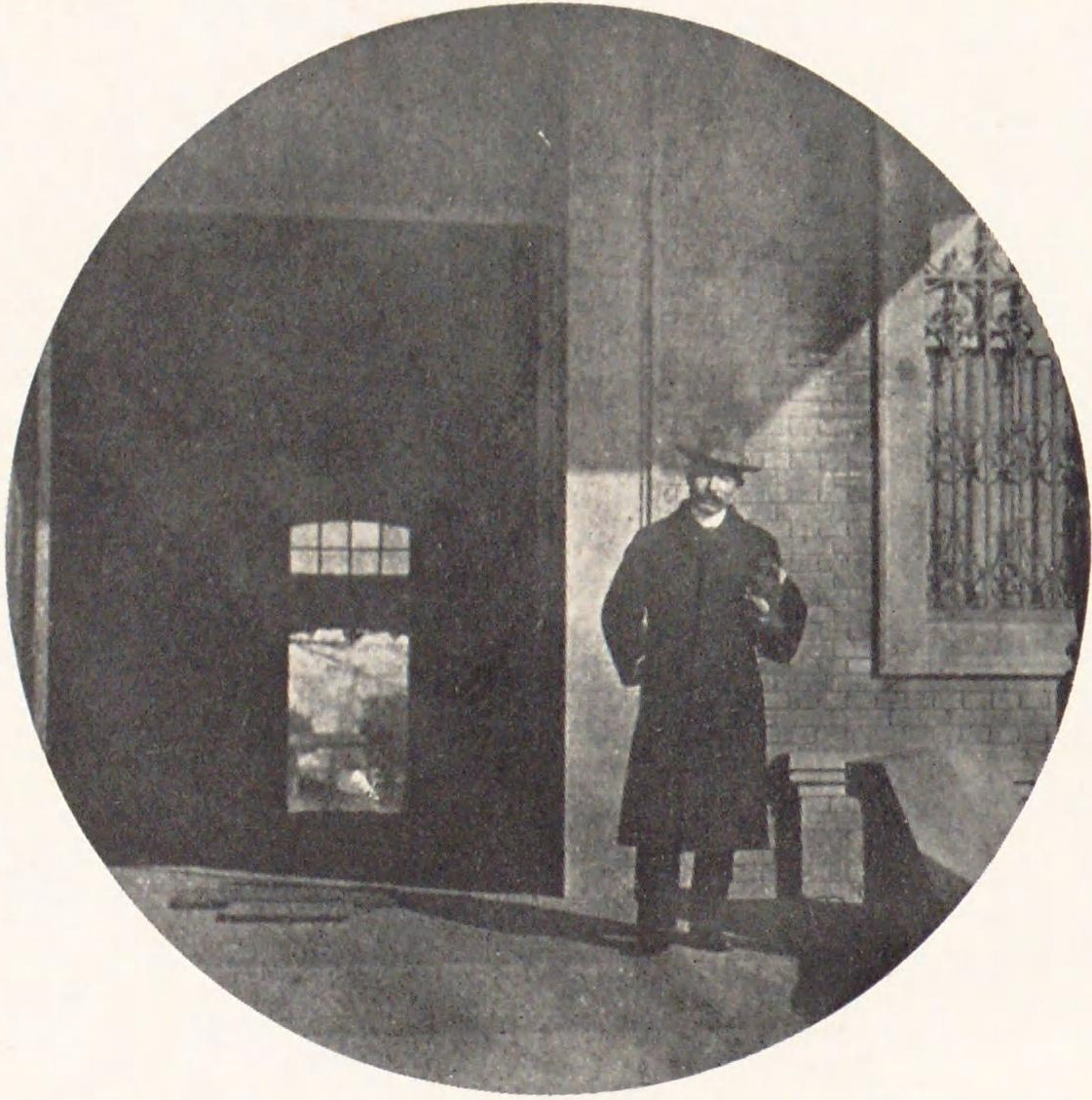
第一高等学校本館玄関前の漱石（1907年2月）

  - 4月 - 第一高等学校講師になり、東京帝国大学文科大学講師を兼任。
  - 10月 - 三女・栄子誕生。水彩画を始め、書もよくした。
- 1904年（明治37年）4月 - 明治大学講師を兼任。
- 1905年（明治38年）1月 - 『吾輩は猫である』を『ホトトギス』に発表（翌年8月まで断続連載）。
  - 12月 - 四女・愛子誕生。
- 1906年（明治39年）4月 - 『坊つちやん』を『ホトトギス』に発表。
- 1907年（明治40年）
  - 1月 - 『野分』を『ホトトギス』に発表。
  - 4月 - 一切の教職を辞し、朝日新聞社に入社。職業作家としての道を歩み始める。
  - 6月 - 長男・純一誕生。『虞美人草』を『朝日新聞』に連載（ - 10月）。
- 1908年（明治41年）
  - 1月『坑夫』（ - 4月）、6月『文鳥』、7月『夢十夜』（ - 8月）、9月『三四郎』（ - 12月）を『朝日新聞』に連載。
  - 12月 - 次男・伸六誕生。
- 1909年（明治42年）3月 - すでに絶縁とされていた養父からまとまった金を無心され、そのような事件が11月まで続いた。この経緯はのちの自伝的小説『道草』で話材とされている。
- 1910年（明治43年）
  - 3月 - 五女・雛子誕生。
  - 6月 - 胃潰瘍のため内幸町の長与胃腸病院に入院。
  - 8月 - 療養のため修善寺温泉に転地。同月24日夜、大吐血があり、一時危篤状態に陥る。
  - 10月 - 長与病院に入院。
- 1911年（明治44年）
  - 2月21日 - 文部省からの文学博士号授与を辞退[31]。
  - 8月 - 朝日新聞社主催の講演会のために明石、和歌山、堺、大阪に行き、大阪で胃潰瘍が再発し、湯川胃腸病院に入院。
  - 11月29日 - 五女・雛子、原因不明の突然死。のちの漱石の遺体解剖の遠因となる。
- 1913年（大正2年）
  - 1月 - ひどいノイローゼが再発。
  - 3月 - 胃潰瘍再発。5月下旬まで自宅で病臥した。北海道から東京に再転籍する。

- 1914年（大正3年）

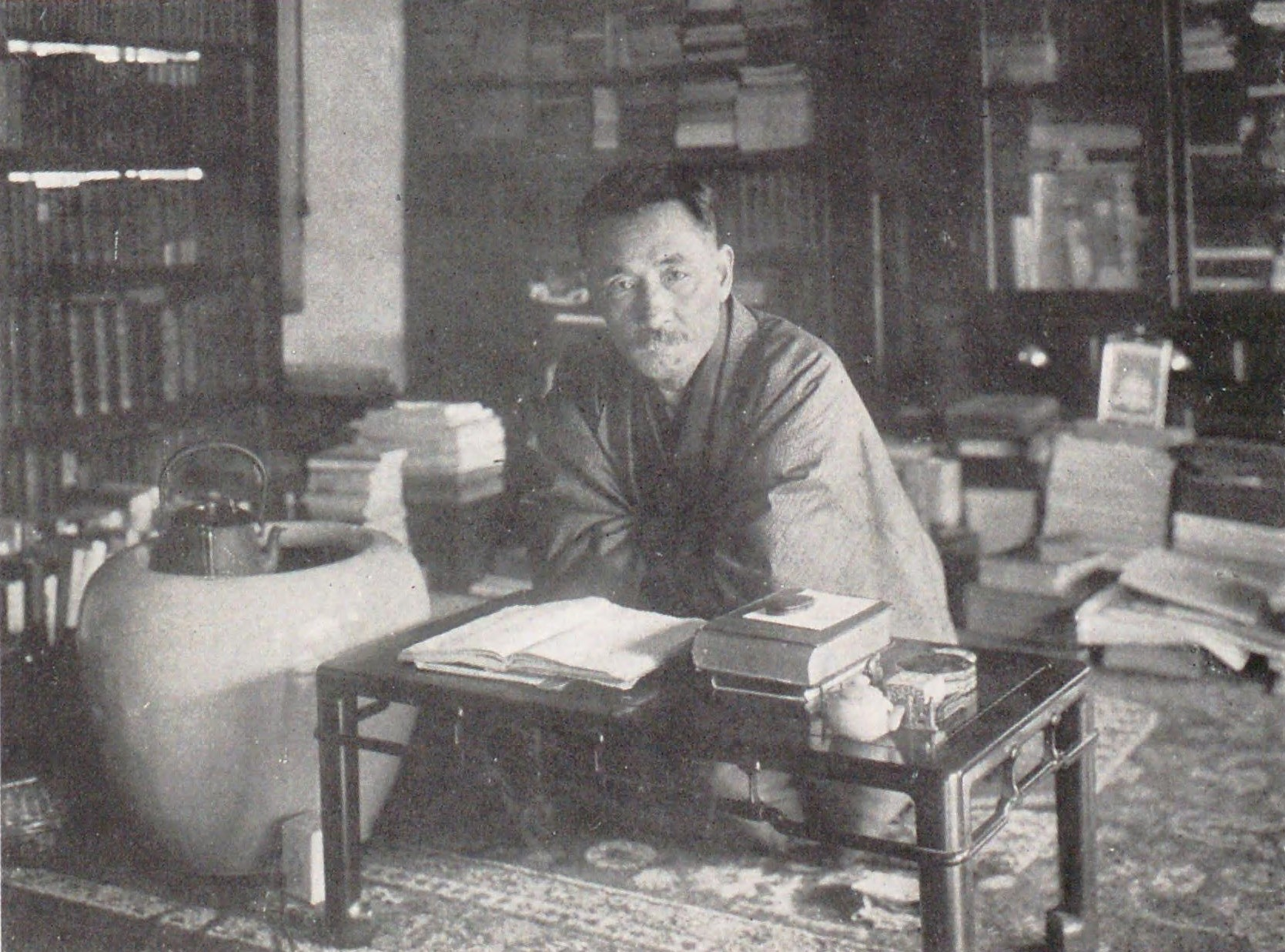
「漱石山房」書斎の漱石（1914年）

  - 4月 - 『こゝろ』を『朝日新聞』に連載（ - 8月）。
  - 11月 - 「私の個人主義」を学習院輔仁会で講演。
- 1915年（大正4年）
  - 6月 - 『道草』を『朝日新聞』に連載（ - 9月）。
  - 11月 - 中村是公と湯ヶ原に遊ぶ。
  - 12月 - 芥川龍之介、久米正雄が門下に加わった。このころからリウマチに悩む。
- 1916年（大正5年）
  - 1月 - リウマチの治療のため、湯ヶ原天野屋の中村是公のもとに転地。
  - 5月 - 『明暗』を『朝日新聞』に連載（ - 12月）。
  - 12月9日 - 午後7時前、胃潰瘍により死去。戒名・文献院古道漱石居士。
- 1984年（昭和59年）11月 - 千円札に肖像が採用される。

## 栄典
- 1896年（明治29年）9月10日 - 正七位[32]
- 1899年（明治32年）10月10日 - 従六位[33]

## 作品一覧
作品の著作権はすでに消滅し、パブリックドメインとなっている。

### 小説

#### 中・長編小説
- 吾輩は猫である（1905年1月 - 1906年8月、『ホトトギス』/1905年10月 - 1907年5月、大倉書店・服部書店）
- 坊つちやん（1906年4月、『ホトトギス』/1907年、春陽堂刊『鶉籠』収録）
- 草枕（1906年9月、『新小説』/『鶉籠』収録）
- 二百十日（1906年10月、『中央公論』/『鶉籠』収録）
- 野分（1907年1月、『ホトトギス』/1908年、春陽堂刊『草合』収録）
- 虞美人草（1907年6月 - 10月、『朝日新聞』/1908年1月、春陽堂）
- 坑夫（1908年1月 - 4月、『朝日新聞』/『草合』収録）
- 三四郎（1908年9 - 12月、『朝日新聞』/1909年5月、春陽堂）
- それから（1909年6 - 10月、『朝日新聞』/1910年1月、春陽堂）
- 門（1910年3月 - 6月、『朝日新聞』/1911年1月、春陽堂）
- 彼岸過迄（1912年1月 - 4月、『朝日新聞』/1912年9月、春陽堂）
- 行人（1912年12月 - 1913年11月、『朝日新聞』/1914年1月、大倉書店）
- こゝろ（1914年4月 - 8月、『朝日新聞』/1914年9月、岩波書店）
- 道草（1915年6月 - 9月、『朝日新聞』/1915年10月、岩波書店）
- 明暗（1916年5月 - 12月、『朝日新聞』/1917年1月、岩波書店）

#### 短編小説・小品
- 倫敦塔（1905年1月、『帝国文学』/1906年、大倉書店・服部書店刊『漾虚集』収録）
- 幻影の盾（1905年4月、『ホトトギス』/『漾虚集』）
- 琴のそら音（1905年7月、『七人』/『漾虚集』収録）
- 一夜（1905年9月、『中央公論』/『漾虚集』収録）
- 薤露行（かいろこう）（1905年9月、『中央公論』/『漾虚集』収録）
- 趣味の遺伝（1906年1月、『帝国文学』/『漾虚集』収録）
- 文鳥（1908年6月、『大阪朝日』/1910年、春陽堂刊『四篇』収録）
- 夢十夜（1908年7月 - 8月、『朝日新聞』/『四篇』収録）
- 永日小品（1909年1月 - 3月、『朝日新聞』/『四篇』収録）

### 評論・随筆・講演など
評論
- 文学論（1907年5月、大倉書店・服部書店）
- 文学評論（1909年3月、春陽堂）

随筆
　・　満韓ところどころ（1909年）
　・　韓満所感（1909年）
- 思ひ出す事など（1910年 - 1911年、『朝日新聞』/1911年8月、春陽堂刊『切抜帖より』収録）
- 硝子戸の中（1915年1月 - 2月、『朝日新聞』/1915年3月、岩波書店）
- 点頭録(1916年)

講演
- 現代日本の開化（1911年、和歌山県会議事堂/1911年11月、朝日新聞合資会社刊『朝日講演集』収録）
- 私の個人主義（1914年）。他に「道楽と職業」「中味と形式」「文芸と道徳」などがある。

紀行
- カーライル博物館（1905年、『学鐙』/『漾虚集』収録）
- 満韓ところどころ（1909年10月 - 12月、『朝日新聞』/『四篇』収録）

句集・詩集
- 漱石俳句集（1917年11月、岩波書店）
- 漱石詩集 印譜附（1919年6月、岩波書店）

新体詩
- 従軍行（1904年5月、『帝国文学』10巻5号）

画
- 我輩はお先真っ暗の猫である
  - 自作の『吾輩は猫である』のパロディ。

### 全集
- 漱石全集（1993年 - 1999年、岩波書店、全28巻・別巻1）。2016年12月より新版刊
  1. 吾輩は猫である
  2. 倫敦塔ほか・坊つちやん
  3. 草枕・二百十日・野分
  4. 虞美人草
  5. 坑夫・三四郎
  6. それから・門
  7. 彼岸過迄
  8. 行人
  9. 心
  10. 道草
  11. 明暗
  12. 小品
  13. 英文学研究
  14. 文学論
  15. 文学評論
  16. 評論ほか
  17. 俳句・詩歌
  18. 漢詩文
  19. 日記・断片 上
  20. 日記・断片 下
  21. ノート
  22. 書簡 上
  23. 書簡 中
  24. 書簡 下
  25. 別冊 上
  26. 別冊 中
  27. 別冊 下
  28. 総索引

  -     1. 漱石言行録
- 漱石文学全集（1982年 - 1983年、集英社、全10巻）
- 夏目漱石全集（1987年 - 1988年、ちくま文庫、全10巻）
  - 旧版「夏目漱石全集　筑摩全集類聚」 （筑摩書房、全10巻・別巻1）
- 漱石新聞小説復刻全集（1999年、ゆまに書房、全11巻）
- 漱石雜誌小説復刻全集（2001年、ゆまに書房、全5巻）
- 漱石評論・講演復刻全集（2002年、ゆまに書房、全8巻）

### 映像化作品
- 吾輩は猫である（1935年、PCL、監督：山本嘉次郎）
- 坊っちゃん（1953年、東宝、監督：丸山誠治）
- こゝろ（1955年、監督：市川崑）
- 三四郎（1955年、監督：中川信夫）
- 坊っちゃん（1958年、監督：番匠義彰）
- 坊っちゃん（1966年、監督：市村泰一）
- 心（1973年、原作「こゝろ」監督：新藤兼人）
- 吾輩は猫である（1975年、監督：市川崑）
- 坊っちゃん（1977年、監督：前田陽一）
- それから（1985年、監督：森田芳光）
- ユメ十夜（2006年、監督：山口雄大）

## 家族・親族

### 夏目家
夏目家の系図によると、夏目家の先祖は清和源氏満快流の夏目氏の一族であり、三河国徳川氏の家臣であった夏目吉信（広次）とは先祖夏目国平を同じくする同族に当たる。夏目家の先祖は武田家に仕え、甲斐国八代郡夏目邑を賜わり、それから数代後に武田勝頼が没落したため、当時の当主夏目信頼は武蔵国埼玉郡岩槻邑に移り、太田氏房に仕え、その後岩槻藩を領した高力清長に仕えた。子の氏正は病気のために隠退して郷士となり、豊島郡牛籠村にうつった。1702年（元禄15年）旧暦4月、氏正の子夏目兵衛直情の時、名主に任じられたという。ただし渡辺三男は旗本夏目氏や高力氏の系図と比較して世代数が少なすぎることや、通字に連続性がないなど、夏目家系図には不審な点があるとしている。
夏目家は苗字帯刀を許され、奉行所に入る際のみ刀をはずすという待遇を認められていた。現在も新宿区に存在する“夏目坂”は、漱石の父・直克により名付けられた。生誕の地の碑も坂に面している。
家紋（定紋）が“井桁に菊”であることから町名を喜久井町としたのも、直克であった。なお、漱石自身の家紋は「菊菱」である。これは漱石が長男でないため、分家の証として用いていると考えられる（本家と分家　は違う家紋を用いるのが通常である）。
- 父・直克、母・千枝（ちゑ）に5男1女があり、漱石は五男である。千枝は直克の後妻であり、伊豆橋という新宿の遊女屋の娘だった。『夏目漱石 人と作品3』 11頁によると、「遊女屋は当時はそれほど卑（いや）しい職業とみなされず、一種の社交場とされていた。その家族は店と別に住み、遊芸や茶の湯をして過ごすというふうで、趣味的な生活をしていたのである。しかし直克はやはり世間体を考えに入れた。そこで千枝の姉の嫁入り先の、芝の薩摩藩お出入りの炭問屋高橋長左衛門の妹として結婚したが、表向きは四谷大番町の鍵屋という質屋から嫁いだことにしていた。そのため漱石は、終生母の実家は質屋だと思い込んでいたらしいという。直克と先妻との間に二女（異母姉）がいる。
- 三兄・和三郎（夏目直矩）の孫に、芸能プロダクション経営者でVISAカードのCFで漱石役を演じた夏目太郎（新田太郎）がいる[36][37][38]。
- 三兄・和三郎（夏目直矩）の別の孫に朝日新聞社員（『週刊朝日』副編集長、『アサヒカメラ』編集長、『図書』編集長、『美術図書』編集長などを歴任）の角田秀雄[39]。
- 妻 - 夏目鏡子との間に2男5女。
  - 二女・恒子は、『其面影』を著している。
  - 四女・愛子は、津田青楓の少女像のモデルとなっている。
  - 五女・雛子は1歳で亡くなっている。その臍の緒が発見され、東北大学が購入している[40]。漱石は雛子の急病から死去、火葬までの日記をもとに『雨の降る日』を雛子の誕生日の3月2日に書きはじめ、雛子の百か日に当たる同月7日に脱稿、『彼岸過迄』の一作として収めた[41]。

子供らの生年月日は次のようになっている。
- 明治32年（1899年）05月31日 - 長女 筆子誕生。下記参照。
- 明治34年（1901年）01月26日 - 二女 恒子誕生。江副家に嫁ぐも離婚､昭和11年 (1936年)に病死する。
- 明治36年（1903年）11月03日 - 三女 栄子誕生。生涯独身を貫き母の世話をした。昭和54年 (1979年)に死去する｡
- 明治38年（1905年）12月14日 - 四女 愛子誕生。仲地家に嫁ぐ。昭和56年 (1981年)に死去する｡
- 明治40年（1907年）06月05日 - 長男 純一誕生。個別記事を参照。
- 明治41年（1908年）12月17日 - 二男 伸六誕生。個別記事を参照。
- 明治43年（1910年）03月02日 - 五女 雛子誕生。明治44年 (1911年)11月29日に1歳で死去。

### 長女家
- 長女 - 夏目筆子（作家、1899 - 1989）熊本県出身。日本女子大付属高女卒。本名・筆[42]。
- 娘婿 - 松岡譲（作家、筆子の夫）
- 孫 - 松岡陽子マックレイン（オレゴン大学名誉教授、筆子の次女）[注釈 12]
- 孫 - 半藤末利子（エッセイスト、筆子の四女）

### 長男家
- 長男 - 夏目純一（バイオリニスト）
- 孫 - 夏目房之介（漫画批評家・エッセイスト、純一の長男）
- 曾孫 - 夏目倫之介（ライター・エディター、房之介の長男）

### 次男家
- 次男 - 夏目伸六（随筆家）[注釈 13]
- 孫 - 夏目沙代子（伸六の長女）
- 孫婿 - 夏目義雄（音楽家、沙代子の夫）
- 曾孫 - 夏目哲郎（音楽プロデューサー、作曲家・編曲家、沙代子の三男）
- 曾孫 - 夏目一人（クリエーター、沙代子の次男）
- 玄孫 - 夏目ひみか（シンガーソングライター、沙代子の長女の娘）

|               |               |               |               |                 |                 |                 |                 |                 |                 |          |          |                 |                 |                 |                 |                 |                 |          |          |            |            |            |            |            |            |          |          |                |                |                |                |                |                |  |  |          |          |          |          |          |          |  |  |                       |                       |                       |                       |                       |                       |  |  |
|               |               |               |               |                 |                 |                 |                 |                 |                 |          |          |                 |                 |                 |                 |                 |                 |          |          |            |            |            |            |            |            |          |          |                |                |                |                |                |                |  |  |          |          |          |          |          |          |  |  |                       |                       |                       |                       |                       |                       |  |  |
| （鏡子の 妹） | （鏡子の 妹） | （鏡子の 妹） | （鏡子の 妹） | （鏡子の 妹）   | （鏡子の 妹）   |                 |                 | 鈴木禎次        | 鈴木禎次        | 鈴木禎次 | 鈴木禎次 | 鈴木禎次        | 鈴木禎次        |                 |                 | 夏目鏡子        | 夏目鏡子        | 夏目鏡子 | 夏目鏡子 | 夏目鏡子   | 夏目鏡子   |            |            | 夏目漱石   | 夏目漱石   | 夏目漱石 | 夏目漱石 | 夏目漱石       | 夏目漱石       |                |                |                |                |  |  |          |          |          |          |          |          |  |  |                       |                       |                       |                       |                       |                       |  |  |
| （鏡子の 妹） | （鏡子の 妹） | （鏡子の 妹） | （鏡子の 妹） | （鏡子の 妹）   | （鏡子の 妹）   |                 |                 | 鈴木禎次        | 鈴木禎次        | 鈴木禎次 | 鈴木禎次 | 鈴木禎次        | 鈴木禎次        |                 |                 | 夏目鏡子        | 夏目鏡子        | 夏目鏡子 | 夏目鏡子 | 夏目鏡子   | 夏目鏡子   |            |            | 夏目漱石   | 夏目漱石   | 夏目漱石 | 夏目漱石 | 夏目漱石       | 夏目漱石       |                |                |                |                |  |  |          |          |          |          |          |          |  |  |                       |                       |                       |                       |                       |                       |  |  |
|               |               |               |               |                 |                 |                 |                 |                 |                 |          |          |                 |                 |                 |                 |                 |                 |          |          |            |            |            |            |            |            |          |          |                |                |                |                |                |                |  |  |          |          |          |          |          |          |  |  |                       |                       |                       |                       |                       |                       |  |  |
|               |               |               |               |                 |                 |                 |                 |                 |                 |          |          |                 |                 |                 |                 |                 |                 |          |          |            |            |            |            |            |            |          |          |                |                |                |                |                |                |  |  |          |          |          |          |          |          |  |  |                       |                       |                       |                       |                       |                       |  |  |
|               |               |               |               | 夏目伸六        | 夏目伸六        | 夏目伸六        | 夏目伸六        | 夏目伸六        | 夏目伸六        |          |          |                 |                 |                 |                 |                 |                 |          |          | 夏目純一   | 夏目純一   | 夏目純一   | 夏目純一   | 夏目純一   | 夏目純一   |          |          | （長女・筆子） | （長女・筆子） | （長女・筆子） | （長女・筆子） | （長女・筆子） | （長女・筆子） |  |  | 松岡譲   | 松岡譲   | 松岡譲   | 松岡譲   | 松岡譲   | 松岡譲   |  |  |                       |                       |                       |                       |                       |                       |  |  |
|               |               |               |               | 夏目伸六        | 夏目伸六        | 夏目伸六        | 夏目伸六        | 夏目伸六        | 夏目伸六        |          |          |                 |                 |                 |                 |                 |                 |          |          | 夏目純一   | 夏目純一   | 夏目純一   | 夏目純一   | 夏目純一   | 夏目純一   |          |          | （長女・筆子） | （長女・筆子） | （長女・筆子） | （長女・筆子） | （長女・筆子） | （長女・筆子） |  |  | 松岡譲   | 松岡譲   | 松岡譲   | 松岡譲   | 松岡譲   | 松岡譲   |  |  |                       |                       |                       |                       |                       |                       |  |  |
|               |               |               |               |                 |                 |                 |                 |                 |                 |          |          |                 |                 |                 |                 |                 |                 |          |          |            |            |            |            |            |            |          |          |                |                |                |                |                |                |  |  |          |          |          |          |          |          |  |  |                       |                       |                       |                       |                       |                       |  |  |
|               |               |               |               |                 |                 |                 |                 |                 |                 |          |          |                 |                 |                 |                 |                 |                 |          |          |            |            |            |            |            |            |          |          |                |                |                |                |                |                |  |  |          |          |          |          |          |          |  |  |                       |                       |                       |                       |                       |                       |  |  |
|               |               |               |               | （伸六の 長女） | （伸六の 長女） | （伸六の 長女） | （伸六の 長女） | （伸六の 長女） | （伸六の 長女） |          |          | （純一の 長女） | （純一の 長女） | （純一の 長女） | （純一の 長女） | （純一の 長女） | （純一の 長女） |          |          | 夏目房之介 | 夏目房之介 | 夏目房之介 | 夏目房之介 | 夏目房之介 | 夏目房之介 |          |          | 半藤末利子     | 半藤末利子     | 半藤末利子     | 半藤末利子     | 半藤末利子     | 半藤末利子     |  |  | 半藤一利 | 半藤一利 | 半藤一利 | 半藤一利 | 半藤一利 | 半藤一利 |  |  | 松岡陽子 マックレイン | 松岡陽子 マックレイン | 松岡陽子 マックレイン | 松岡陽子 マックレイン | 松岡陽子 マックレイン | 松岡陽子 マックレイン |  |  |
|               |               |               |               | （伸六の 長女） | （伸六の 長女） | （伸六の 長女） | （伸六の 長女） | （伸六の 長女） | （伸六の 長女） |          |          | （純一の 長女） | （純一の 長女） | （純一の 長女） | （純一の 長女） | （純一の 長女） | （純一の 長女） |          |          | 夏目房之介 | 夏目房之介 | 夏目房之介 | 夏目房之介 | 夏目房之介 | 夏目房之介 |          |          | 半藤末利子     | 半藤末利子     | 半藤末利子     | 半藤末利子     | 半藤末利子     | 半藤末利子     |  |  | 半藤一利 | 半藤一利 | 半藤一利 | 半藤一利 | 半藤一利 | 半藤一利 |  |  | 松岡陽子 マックレイン | 松岡陽子 マックレイン | 松岡陽子 マックレイン | 松岡陽子 マックレイン | 松岡陽子 マックレイン | 松岡陽子 マックレイン |  |  |
|               |               |               |               |                 |                 |                 |                 |                 |                 |          |          |                 |                 |                 |                 |                 |                 |          |          |            |            |            |            |            |            |          |          |                |                |                |                |                |                |  |  |          |          |          |          |          |          |  |  |                       |                       |                       |                       |                       |                       |  |  |
|               |               |               |               | 夏目一人        | 夏目一人        | 夏目一人        | 夏目一人        | 夏目一人        | 夏目一人        |          |          | Emi             | Emi             | Emi             | Emi             | Emi             | Emi             |          |          |            |            |            |            |            |            |          |          |                |                |                |                |                |                |  |  |          |          |          |          |          |          |  |  |                       |                       |                       |                       |                       |                       |  |  |

## 門下生

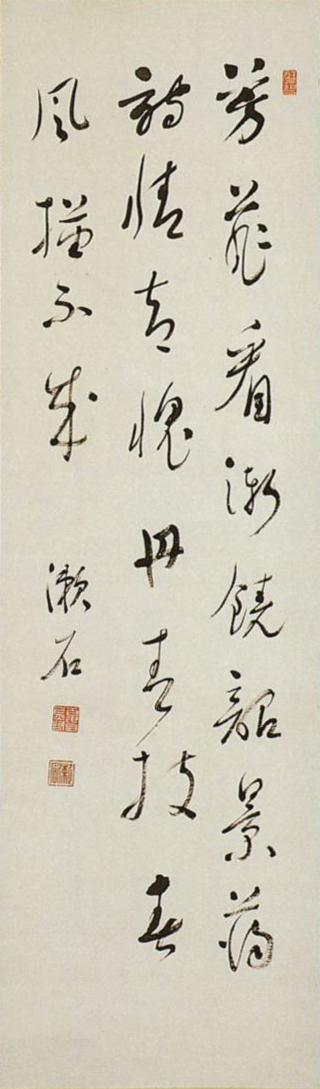
夏目漱石書 五言絶句「芳菲看漸饒 韶景蕩詩情 却愧丹青枝 春風描不成」

漱石の門下生とされる者には、作家だけでなく、様々な分野の学者・教育者・文化人が含まれている。彼らによって漱石の影響は広汎な文化領域に及び、大正後期から昭和初期の知識人の間でスタンダードな価値観を形成した。そこで、戸坂潤はこの時期に「漱石文化」が成立していた とし、その発信源となった門下生の集団は本多顕彰によって漱石山脈と命名されている。門下の画家とされる津田青楓の「漱石山房と其弟子達」 が彼らの姿を描いた絵画として有名で、以下の顔ぶれが見られる。
- 赤木桁平
- 阿部次郎
- 安倍能成
- 岩波茂雄
- 内田百閒
- 小宮豊隆
- 鈴木三重吉
- 森田草平
- 寺田寅彦
- 野上豊一郎（臼川）
- 松根東洋城

また、以下の作家も漱石門下とされている。
- 芥川龍之介
- 江口渙
- 大倉燁子
- 岡栄一郎
- 久米正雄
- 中勘助
- 野上弥生子
- 松岡譲
- 三宅やす子
- 物集和子

更に、以下の学者・教育者・文化人も漱石に師事していた。
- 金子健二
- 栗原古城
- 厨川千江
- 厨川白村
- 坂元雪鳥
- 島村盛助
- セルゲイ・エリセーエフ
- 高原操
- 滝田樗陰
- 中川芳太郎
- 中村古峡
- 成瀬正一
- 西村濤蔭
- 野村伝四
- 野間真綱
- 林原耒井
- 前田利鎌
- 松浦嘉一
- 松浦一
- 真鍋嘉一郎
- 皆川正禧
- 森巻吉
- 湯浅廉孫
- 和辻哲郎
- 東新[46][47][48]

漱石は彼らと、自分の後継者を養成するという意味での師弟関係を結んでいたわけではない。漱石が教員だった時期の教え子もかなりの割合を占めているが、多くは木曜の面会日（所謂「木曜会」）を中心に客としてやって来た青年で、漱石との交流を通じて強い感化を受け、門下を称するに至ったものである。ただ、漱石は木曜会においてもほとんど対等の立場で彼らと議論しており、徳田秋声は自分が師事した尾崎紅葉と比べ「漱石氏の場合は事情が少し違って、厳密な意味の師弟関係とはいへない、各人は相当自由な態度でゐられたやうに思ふ」という。門下生の一人とされる阿部次郎も次のように述べている。
「若し門下生とは、先生と正式に師弟の約を結んだ者を意味するならば、自分は先生には門下生なるものが全くなかったと云ひたい。固より先生の周囲には多くの若い人達が集ってゐた。先生と此等の人達との間には、先輩及び後輩として、今日の日本の文壇では他に見られないほどの親しみがあった。併し此等の人達は、先生がその道を伝へるために、特に簡抜された人達ではなかった。（中略）先生は唯その寛容な心を以て、自然にその門に集って来る青年を接見して、之と話をしたり、その相談に預かったり、時としてはその世話をされたりしたに過ぎなかった。所謂先生の門下生となるには、唯先生の風を慕って、木曜日にその家の客となれば足りたのである。先生と所謂門下生との関係は最初はこれほどの意味に過ぎない。（中略）先生はいつも独立を重んぜられる人であったから、所謂門下生に対して自分の意見を強制するやうなことは殆んどないやうに見受けられた。さうして実際先生と所謂門下生との間には、随分激しい意見の扞格があった。」
また、阿部次郎が挙げている漱石門下のリストには、白樺派の武者小路実篤や志賀直哉も含まれており、長尾剛も彼らを事実上の弟子としている 。彼らは文壇に先輩や師を持たないというポリシーを持っており、漱石門下を自称することはなかったが、当時の文壇で漱石を最も尊敬していることを自認していて、漱石も彼らに目をかけていた。彼らを上記の門下生と区別して、「直接の門下生ではなかった」とする見解もある が、漱石本人にそのような区分意識があったわけではない。
門下生のうち、鈴木三重吉・小宮豊隆・森田草平・安倍能成は漱石と親炙の度合いが特に強く、木曜会を中心になって仕切っていたので、「漱石門下の四天王」と称されている。中でも小宮豊隆は漱石に最も愛されていたと言われ、漱石没後もその権威化に努めたことから「漱石神社の神主」と揶揄されることもあった。第五高等学校時代から漱石と深い信頼関係にあった寺田寅彦は門下生中でも別格扱いされており、一番弟子と呼ばれることも多い。一方、野上弥生子は木曜会に出席したことがなく、漱石と直接会ったのは数回だけだったが、瀬沼茂樹や 大岡昇平から「漱石の最も正統な継承者」と評されている。また、漱石文学の多様な性格のうち、「反自然主義の文学伝統は芥川龍之介に、倫理性は志賀直哉に、浪漫性は内田百閒に」継承されたという見解もある。これらの作家のうち、一般的人気が最も高いのは芥川であり、学術面では阿部次郎・安倍能成・和辻哲郎が大正教養主義を主導して戦前のアカデミズムに大きな影響を与えたことから、戸坂潤はこの四人を「漱石文化の代表者」としている。出版業界において「漱石文化」を普及させた最大の功労者が岩波茂雄である。
なお、漱石は朝日新聞を、目をかけた新進を世に出す場ともしており、作家としては無名であった森田草平や中勘助に『煤煙 (小説)』『銀の匙』を連載させ、それが彼らの出世作となった。大正3（1914）年、『こころ』の後の長編の連載を、それまで短編しか発表していなかった志賀直哉に依頼したのも同様の配慮による。志賀はそれを受けて長編執筆に取り組んだが、書き悩んで辞退することになり、漱石はその穴埋めを武者小路実篤・野上弥生子らに依頼している。そのとき武者小路が発表した「死」は、彼が最初にまとまった金を得た作となった。（ただ、志賀は書き悩みながらも長編執筆を放棄せず、昭和12（1937）年にようやく完成させた。これが彼の唯一の長編『暗夜行路』である）。また漱石は明治42（1909）年、「朝日文芸欄」を創設して批評活動の場とし、森田草平・小宮豊隆に編集を担当させた。そこでこの二人や阿部次郎・安倍能成らが反自然主義の論陣を張って注目されたが、紙面を私物化しているという批判が朝日新聞社内で発生し、明治44年に廃止された。
大正4（1915）年の初夏、津末ミサオという作家志望の女性が名古屋から漱石の家を訪れたが、漱石は彼女の文才を評価せず、「地元の両親の元で暮らし続けたほうがよい」と勧めた。彼女はその後もたびたび木曜会に出席していたが、大正4年10月6日、霞ヶ浦で投身自殺を図り、二日後の時事新報に「新しき
女の入水、夏目漱石の門に学び、才媛の評あり」という記事が漱石の談話と共に掲載された（後に未遂と判明）。漱石にとっては来客という以上の関係ではなかったが、マスコミは門下生とみなしており、阿部次郎の言葉にある「所謂門下生」の性格を裏付けるものとなっている。

## 思想

### アジア観
1909年（明治42年）10月18日付の『東京朝日新聞』に掲載された随筆『満韓の文明』の記事において、漱石は以下の通り記述している。
8日後の10月26日に伊藤博文がハルビン駅で暗殺された伊藤博文暗殺事件の後、11月6日付の『満洲日日新聞』に掲載された随筆『韓満所感（下）』の記事では、漱石は以下の通り記述している。
『韓満所感』は2013年に発掘された随筆であるが、比較文学者の平川祐弘は、「漱石は植民地帝国の英国と張り合う気持ちが強かったせいか、ストレートに日本の植民地化事業を肯定し、在外邦人の活動を賀している。日韓併合に疑義を呈した石黒忠悳や上田敏のような政治的関心は示していない。正直に『余は幸にして日本人に生れたと云ふ自覚を得た』『余は支那人や朝鮮人に生れなくつて、まあ善かつたと思つた』と書いている。『まあ』に問題はあろうが、ともかくも日本帝国一員として発展を賀したのだ」と評している。

### 伊藤博文暗殺事件への反応
1909年（明治42年）11月5日付の『満洲日日新聞』に掲載された漱石の随筆『韓満所感（上）』の記事において、伊藤博文の暗殺事件に触れており、「昨夜久し振りに寸閑を偸（ぬす）んで満洲日日へ何か消息を書かうと思ひ立つて、筆を執りながら二三行認め出すと、伊藤公が哈爾浜で狙撃されたと云ふ号外が来た。哈爾浜は余がつい先達て見物（けぶ）に行つた所で、公の狙撃されたと云ふプラツトフオームは、現に一ケ月前（ぜん）に余の靴の裏を押し付けた所だから、希有の兇変と云ふ事実以外に、場所の連想からくる強い刺激を頭に受けた」 などとしたうえで「余の如き政治上の門外漢は（中略）報道するの資格がないのだから極めて平凡な便り丈（だけ）に留めて置く」などと書いており、伊藤博文の暗殺事件に対する感想が綴られている。

## その他

### 漱石と病気
漱石は、歳を重ねるごとに病気がちとなり、トラホーム、神経衰弱、痔、糖尿病、命取りとなった胃潰瘍まで、多数の病気を抱えていた。『硝子戸の中』のように直接自身の病気に言及した作品以外にも、『吾輩は猫である』の苦沙弥先生が胃弱だったり、『明暗』が痔の診察の場面で始まっていたりするなど、小説にも自身の病気を下敷きにした描写がみられる。「秋風やひびの入りたる胃の袋」など、病気を題材にした句も多数ある。
酒は飲めなかったが、胃弱であるにもかかわらずビーフステーキや中華料理などの脂っこい食事を好んだ。大の甘党で、療養中には当時貴重品だったアイスクリームを欲しがり、ついには家族に無断で業務用アイスクリーム製造機を取り寄せ、妻と大喧嘩になったこともある。当時出回り始めたジャムもお気に入りで、毎日のように舐め、医師に止められるほどだったという。
胃弱が原因で頻繁に放屁をしたが、その音が破れ障子に風が吹きつける音にそっくりだったことから、「破障子」なる落款を作り、使用していたことがある。
また、漱石は幼少期に天然痘（疱瘡）にかかっており、自分の容姿に劣等感を抱いていた。しかし当時は写真家が修正を加えることがよく行われており、今残っている写真には漱石が気にしていた「あばた」の跡が見受けられない。

### 精神医学上の研究対象
漱石は、神経衰弱やうつ病あるいは統合失調症を患っていたとされている。このことが当時のエリート層の一員であり、最上級のインテリでもあった漱石の生涯および作品に対していかに影響を及ぼしているのかが、精神医学者の病跡学上の研究対象となっており、実際にこれを主題としたいくつかの学術論文が発表されている。

### 漱石と鷗外
望まれぬ末子として江戸の町方名主の家に生まれ、薄幸な少年時代を過した漱石が反官的（国家に反抗する姿勢）な態度を貫いたことに対して、津和野藩典医の長男として早くから家族中の期待と愛情により育てられた森鷗外は死ぬまで大日本帝国陸軍をはじめ国家官僚の職を歴任し、官側の人間であり続けた、という対照がある。夏目漱石は「余裕派」、森鷗外は「高踏派」と呼ばれた。
しかし、その一方では二人とも「自然主義文学の姿勢」とははっきりした距離を保ちながら洋の東西を問わぬ広い知識をもって文学活動を進め、歪んでいく近代化における価値観の主流においても自分たちの認識をしっかりと見据え、後続の文学世代に相応の影響を与えた。
なお、鷗外が1890年から1年ほど過ごし、『文づかひ』などを執筆した千駄木の邸宅は、後にロンドンより帰国した漱石が1903年から約3年居住して『吾輩は猫である』を著した場所でもあったが、現在、同邸は愛知県犬山市の博物館明治村に移築保存されている。

### 神格化
「晩年の漱石は修善寺の大患を経て心境的な変化に至った」とは、のちの多くの批評家・研究家によって語られた論評である。また、この心境を表す漱石自身の言葉として「則天去私」という語句が広く知られ、『広辞苑』にも紹介されている。しかしながら、この「則天去私」という語は漱石自身が文章に残したわけではなく、漱石の発言を弟子たちが書き残したものであり、その意味は必ずしも明確ではない。
この点については、小宮豊隆の書いたもの、とりわけ『夏目漱石』（1938）も改めて精査する必要がある。

### 留学時の指導教授探し
熊本在住の英国人宣教師グレース・ノットの母親と親しくなり、また渡航の船でも相談していることは彼の日記にある。

### 言葉遊びと造語
漱石の作品には、順序の入れ替え、当て字など言葉遊びの多用が見られる。漱石以前に使った形跡が見られない造単語や一般的に使われている漢字とは異なる別種の綴りがある。現在、下記の「浪漫」「沢山」のように一般用語化されたものも多いが、漢字検定の上級問題として用いられることも多い。
例
- 単簡（簡単）
- 笑談（冗談）
- 八釜しい（やかましい）
- 非道い（ひどい）
- 浪漫（ロマン）
- 沢山（たくさん）
- 月並み（つきなみ）東大予備門時代の同窓生正岡子規が旧派が毎月の一日に行う句会を「月並俳句」と呼んだことから。転じて「ありきたりで面白みに欠けるもの」という意味として定着。
- 案排（あんばい） 普通は「塩梅」や「案配」と書く。ATOKなどのワープロで変換しても候補として出てこない。
- 烈敷（はげしく） 普通は「激しく」。そもそも引用元の「坑夫」は「鉱夫」と書くのが普通。

「兎に角」（とにかく）のように一般的な用法として定着したものもあると言われている。しかし、漱石が生きた時代は現在では使われない当て字が多く用いられており、たとえば「バケツ」を「馬尻」と書くのも当時としてはごく一般的であり、「単簡」などは当時の軍隊用語であるなど、漱石固有の当て字や言葉遊びであるということは、漱石以前の全ての資料を確認しない限り、確定はできない。
「新陳代謝」「反射」「無意識」「価値」「電力」「肩が凝る」などは漱石の造語であると言われているが、実際には漱石よりも古い用例がある。一例としては、漱石が「肩が凝る」という言葉を作ったとする説があるが、18世紀末頃（江戸時代後期）からの歌舞伎、滑稽本に用例が見られる。学術的に「漱石の造語」であると言える言葉はまだ一語も確認されていないが、「浪漫」については『教育と文芸』中に「適当の訳字がないために私が作って浪漫主義として置きました」との記述がある。

### 漢詩
日本人が作った漢詩の中には平仄が合っていても中国語での声調まで意識していないものもあるため、中国語で吟じられた場合には優れた漢詩とされにくい場合がある。しかし、漱石の漢詩は中国語で吟じられても美しい とされ、2006年（平成17年）には『中国語で聞く 夏目漱石漢詩選』（耕文社）というCDつきの書籍も出版されている。
漱石の漢詩についての先駆的研究書としては、吉川幸次郎『漱石詩注』（1967年（昭和42年））があるが、これは漱石の造詣が深かった禅の用語などに関しては注釈がないなどの不備があるとされている（『週刊読書人』勝又浩）。またそれに先立ち、1946年（昭和21年）、娘婿の松岡讓が『漱石の漢詩』 を出版している。2008年（平成20年）に作家の古井由吉により『漱石の漢詩』 が発表された。禅の観点から注釈されたものとしては飯田利行『新訳 漱石詩集』 がある。ほかに和田利男『漱石の漢詩』 がある。2016年1月25日に二松学舎大学が、漱石直筆の漢詩文屏風を古書店から購入したと発表した。屏風は2枚折り1対、1枚が縦1m62、横80cm。内容は『禅林句集』から春夏秋冬の場面が選ばれていた。
その他、学生時代の1889年（明治22年）8月、友人らと房総を旅行した際の紀行を漢詩を交え漢文で記したものが『木屑録』として残されており、それを高島俊男が和文翻訳し、漱石のみならず日本人の漢文の特徴・傾向に関する論評などを加えた『漱石の夏やすみ』がある。

### 遺品
早稲田南町の漱石山房は第二次世界大戦中に空襲で焼失したが、小宮豊隆が館長を務めた縁で蔵書・日記等の自筆資料の大半が東北大学付属図書館に移動されており焼失を免れている。東北大学では「夏目漱石ライブラリ」として研究者へ公開している。近年では原稿用紙の劣化が進んでいるため、2019年にはデジタルアーカイブとして保存する資金をクラウドファンディングで調達した。
神奈川近代文学館では遺族から提供された書画や落款印の画像を「Web版夏目漱石デジタル文学館」として公開している。

### 日本国外での評価
日本での絶大な名声に比較すると、欧米での知名度はそれほど高いとは言えないものの、英語圏では主要な作品のいくつかが訳されており、一定の評価を得ている。
- 1960年代に、英国人アラン・ターニーによる『草枕』の英訳 "The Three Cornered World" が刊行された。これはカナダのピアニストのグレン・グールドが愛読するところとなり、晩年に、自らラジオ番組で一部分を朗読したことがある[74]。
- アメリカ合衆国の批評家のスーザン・ソンタグは、「死後の生 マシャード・デ・アシス」（『書くこと、ロラン・バルトについて』所収）の中で漱石について、「ヨーロッパ中心の世界文学観が端に押しやってしまったもうひとりの多才な天才、夏目漱石」と評している。
- イギリスの批評家で、2005年に『倫敦塔』の翻訳 "The Tower of London" を刊行したダミアン・フラナガンは、漱石をシェイクスピアやゲーテなどに並ぶ世界的な文豪であると評価したうえで、イギリスなど欧米ではほとんど漱石が認知されておらず、その理由として、川端康成や三島由紀夫のような「日本らしさ」が漱石には感知されないためではないかとしている。しかしフラナガンによれば、漱石は単に「日本文学」を代表するのみならず、人間や心の普遍性を探求した世界文学であり、現在はそのように認知されていないが、シェイクスピアが世界的な評価を得るに至ったのは、レッシングやゲーテなどドイツ・ロマン派によるところが大きいことを引用しながら賞賛している[75]。
- アメリカの比較文学者ジェイ・ルービン（Jay Rubin）の英訳 "Sanshiro A Novel"（トロント大学出版局）に添付された自身執筆の評論 "SANSHIRO AND SOSEKI: A Critical Essay" は『三四郎』論として包括的で優れている。漱石全集の本文を厳密に引用・英訳するルビンの姿勢には、漱石が世界文学の仲間入りをしていることを如実に感じさせる。ルビンは他にも『坑夫』などを英訳している。

中国・台湾・韓国ではよく知られており、多くの作品が中国語や韓国語に訳されている。中国語圏では周作人により紹介されて以来、多くの読書人に愛されてきた。韓国でも古くから漱石作品が親しまれてきたが、1990年代以降特に人気が高まり、「漱石ブーム」と言われるほどになった。

### 作品における差別表現問題
『坑夫』における「芋中の穢多」（芋の中で最下等のもの、の意）との表現が問題視され、角川書店はこの語を伏字にしたが、巻末の注で「特殊部落の人々への蔑称」と記述したためにかえって問題となり、1981年初めに部落解放同盟から糾弾された。このくだりは、『夏目漱石全集4』（ちくま文庫）でも「芋中のヽヽ」と伏字になっている。
その他、1994年3月には『坊つちやん』における「小使」（学校用務員）の語がNHK-FM放送の朗読の時間に問題となり、「それだから中学校の小使なんぞをしてるんだ」などの文章をそのまま読み上げたうえで、朗読終了後にアナウンサーが弁解したことがある。しかし、1994年4月からの『吾輩は猫である』では「盲（）」「跛（）」などの表現が問題となり、これらの語は飛ばして朗読された。
また、漱石は1913年から1914年にかけて、播州坂越の岩崎太郎次と名乗る者から缶入りの茶を贈られ、富士登山の絵に賛をしてくれ、赤穂義士に関する俳句を書いてくれとねだられたが断ったことがある。すると岩崎は「書かないなら茶を返せ」としつこく要求を繰り返した。漱石は岩崎の言動にあきれて「何（ど）うも穢多か猶太人でもなけりや、こんな鄙嗇（けち）なことは云はなかろう」と疑い、播州近くの男に岩崎の地元を調べさせた。すると「坂越と云ふは播州でも素封家の揃つて居る所ださうだ」との回答であった。
現在は、作者が故人でありかつ文学作品であることから、これらが差別用語であることを認めたうえで、そのまま掲載されていることが多い。このような取り扱いは他の故人の作家でも同様であることが多い。なお漱石には「穢多寺（えたでら）へ嫁ぐ憐れや年の暮」の句もある。

### 月が綺麗ですね
漱石が英語教師をしていたときに、“I love you.”を「我君を愛す」と生徒が訳したので、漱石は「月が綺麗ですね」とロマンチックに訳せと教えた、という逸話がある。しかし漱石の著作や記録にはそのような話は残されておらず、また漱石や彼に近しい人からそれを聞いたという文献・記録も存在しない。
ただ、漱石がジョージ・メレディスの『ヴィットリア』を引用して「I love you ハ日本ニナキformulaナリ」とメモ書きしたものは残っている。東京帝国大学で漱石と同僚だった上田敏や、漱石に師事した厨川白村なども、同様に「I love youは日本語に訳せない」ということを述べている。
それを踏まえて、西洋人が「I love you」と言うような場面では日本人は「いい月ですね」と言うものだ、といった言説が、1920年代ごろから見られるようになり、1970年代以降にそれが「夏目漱石の逸話」とされて広まっていったようである 。

## 夏目漱石を演じた人物
映画
- 北原義郎 - 末は博士か大臣か（1963年、大映）
- 藤田宗久 - ユメ十夜 プロローグ・エピローグ（2007年、日活）
- 堀部圭亮 - ユメ十夜 第三夜（2007年、日活）
- 山本耕史 - ユメ十夜 第四夜（2007年、日活）
- 藤岡弘、 - ユメ十夜 第八夜（2007年、日活）
- 世界のナベアツ - ゴーストライターホテル （2011年、ファントム・フィルム）

テレビドラマ
- 三橋達也 - 坊っちゃんと私（1968年、テレビ朝日「ポーラ名作劇場」、原案：菊田一夫「草枕のころ」、脚本:小幡欣治、演出:勝田康三）※主人公は妻・鏡子
- 本木雅弘 - 夏目家の食卓（2005年、TBS、原作：夏目鏡子「漱石の思い出」・半藤末利子「夏目家の糠みそ」、脚本:筒井ともみ、演出:久世光彦、音楽:都倉俊一）
- 安住紳一郎 - 吾輩は主婦である（2006年、TBS）
- 本田博太郎 - 吾輩は主婦である（2006年、TBS）※声のみ
- 小澤征悦 - 坂の上の雲（2009年-2011年、NHK）
- 桐谷健太 - 夏目家どろぼう綺談（2016年、テレビ朝日）
- 長谷川博己 - 夏目漱石の妻（2016年、NHK）
- 豊川悦司 - 漱石悶々 夏目漱石最後の恋 京都祇園の二十九日間（2016年、NHK）
- 筧利夫 - 赤シャツの逆襲（2017年、南海放送）
- 加藤シゲアキ - 郷土の偉人シリーズ 夏目漱石 〜吾輩が愛した肥後の国より〜（2024年、テレビ熊本）

アニメーション
- 速水奨 - 名探偵ホームズ（1985年、テレビ朝日）

その他
- 柏原収史 - 歴史秘話ヒストリア（2015年7月1日、NHK）

CM
- 夏目太郎 （新田太郎）-（2008年）VISAカードのCFで漱石役を演じる

## 夏目漱石を描いた作品

### 小説、マンガ、ゲーム、ドラマ
- 先生と僕（香日ゆら、メディアファクトリー）
- 『坊っちゃん』の時代（関川夏央・谷口ジロー、双葉文庫）
- ノボさん 小説 正岡子規と夏目漱石（伊集院静、講談社）
- ミチクサ先生（伊集院静、講談社）
- ゲーム「大逆転裁判」（カプコン、子孫に許可を得て出演させている）
- 吾輩は主婦である

### 郵便切手
- 「文化人切手（第1次）」1950年4月10日発行、8円切手。
- 「20世紀デザイン切手シリーズ 第1集」1999年8月23日発行。10種シート中の50円切手2種に『吾輩は猫である』および『坊っちゃん』初版本表紙、シート背景に漱石の肖像。[90]
- 「近代俳句のふるさと　松山」2009年9月1日発行。80円切手5種のうちの1種に漱石の句「送子規　御立ちやるか　御立ちやれ　新酒　菊の花」。[91]